# Flore des Alpes

Représentation schématique des différents étages de végétation dans les Alpes.

Dans les montagnes des Alpes, la végétation change progressivement selon l'altitude, l'exposition au soleil, et la situation géographique du massif montagneux. On distingue cinq « étages » ou écosystèmes successifs, avec pour chacun un paysage et une végétation caractéristiques :
- étage des vallées et des collines préalpines, dit étage collinéen, dont la limite supérieure est à 800 m d'altitude ;
- étage de la petite montagne, dit étage montagnard, dont les limites vont de 800 m à 1 400-1 700 m d'altitude ;
- étage de la moyenne montagne et des alpages d'altitude, dit étage subalpin, dont les limites vont de 1 400-1 700 m à 1 800-2 400 m d'altitude ;
- étage de la haute-montagne, dit étage alpin, dont les limites vont de 1 800-2 400 m à 3 000 m d'altitude, à la limite des neiges éternelles ;
- étage des neiges éternelles, dit étage nival, dès les premières neiges éternelles, au-dessus de 3 000 m d'altitude.

La flore alpine, très riche, est inventoriée depuis plusieurs siècles. En 2013, grâce à deux unités de l’université de Grenoble et du CNRS (la station alpine Joseph Fourier et le laboratoire d'écologie alpine), le contenu intégral de la revue publiée par le laboratoire de biologie végétale du professeur Paul Ozenda dans les années 1960-1980 a été mis en ligne (plus de 4 000 pages et 100 cartes  numérisées en haute définition en Open data).

## Caractéristiques passées et évolution
Les plantes des Alpes ont diverses origines. Les plus anciennes ont évolué à partir de la flore subtropicale de l'ère tertiaire et se sont adaptées progressivement à l'altitude et au froid au fur et à mesure que la chaîne s'est soulevée. Un second ensemble, plus récent, est composé d'espèces arctiques qui sont arrivées dans les Alpes au moment des grandes glaciations et qui sont ensuite remontées en altitude quand le climat s'est réchauffé. Le mouvement inverse a aussi existé car on trouve aujourd'hui des espèces alpines dans les régions arctiques. Cette période très froide qui a enrichi la flore alpine d'espèces venues du nord a toutefois décimé dans la plus grande partie de la chaîne les espèces d'origine subtropicale. Ces dernières ne se sont maintenues que dans quelques zones privilégiées comme les Alpes maritimes, les Alpes du Sud ou les Alpes sud-orientales, riches en espèces endémiques.

## Principales caractéristiques des différents étages de végétation[3]
La limite entre l'étage subalpin et l'étage alpin marque une césure importante car c'est à ce niveau que la forêt disparaît. On parle parfois de « zone de combat » pour désigner cette zone car les arbres y sont confrontés à des conditions de vie très dures et y prennent une forme rabougrie (mélèze, arolle, bouleau). L'altitude de cette zone de transition peut varier beaucoup en fonction de la latitude (en effet l'étage alpin qui débute vers 2 000 m en Haute-Savoie ne débute qu'à 2 400 m dans les Alpes-Maritimes), de la continentalité (plus haute sur les massifs internes, car plus secs que les massifs externes) et bien entendu de l'exposition (limite plus basse en versant nord). De plus, l'action humaine peut abaisser artificiellement cette limite (en privilégiant les pâturages au détriment de la forêt). 

Schéma des étages de végétation dans les Alpes françaises mettant en évidence les différences qui existent entre le nord et le sud et entre les Préalpes et les massifs centraux internes.

### Étage montagnard
Cet étage est le domaine de la hêtraie-sapinière et des prés de fauche.

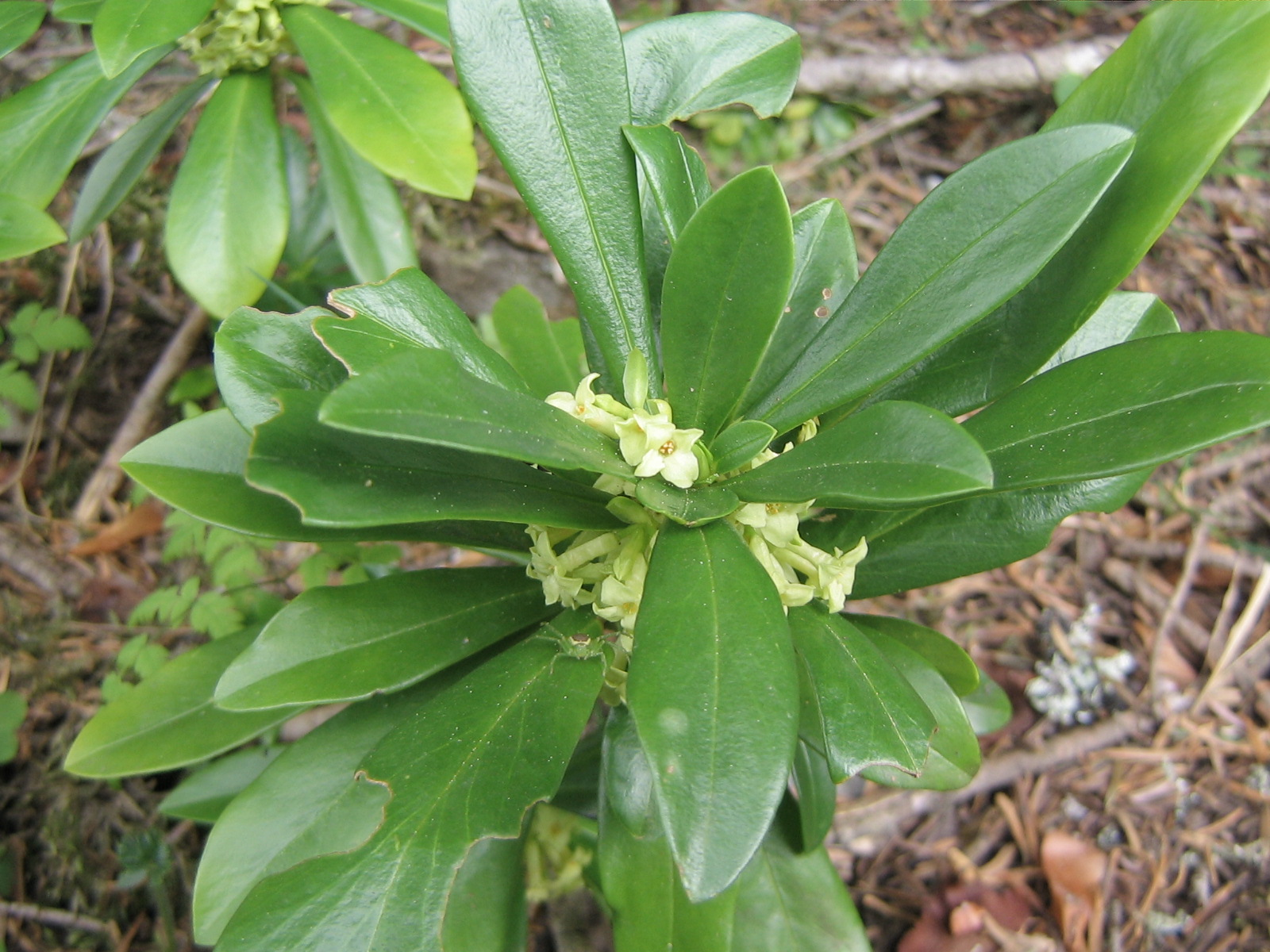
Daphne laureola

La hêtraie affectionne les climats humides des préalpes mais disparaît dans les massifs centraux, plus secs et de climat plus continental. On la trouve également dans les Alpes du Sud sur les versants orientés au nord. Les hêtraies des Alpes sont rarement pures et le hêtre s'y trouve souvent associé avec le Sapin blanc (Abies alba), l'Epicéa (Picea excelsa) et à divers feuillus comme l'Erable sycomore (Acer pseudoplatanus), l'Erable plane (Acer platanoides), etc.
Le sous-bois abrite des arbustes comme le Sorbier des oiseleurs (Sorbus aucuparia), le Cytise des Alpes (Laburnum alpinum), le Fusain à larges feuilles (Euonymus latifolius) ainsi que des petites plantes arbustives comme la Myrtille commune (Vaccinium myrtillus), la Callune (Calluna vulgaris), la Coronille arbrisseau (Hippocrepis emerus) ou le Daphné lauréolé (Daphne laureola). Quant aux herbacées les plus remarquables de ce milieu, on peut citer la petite Oseille (Oxalis acetosella), le petit muguet (Maïanthemum bifolium), l'Herbe de la Trinité (Hepatica nobilis), la Prénanthe pourpre (Prenanthes purpurea), la Verge d'or (Solidago virgaurea), l'Aspérule odorante (Asperula odorata), le Sceau de Salomon (Polygonatum multiflorum), la Sanicle d'Europe (Sanicula europaea), etc.

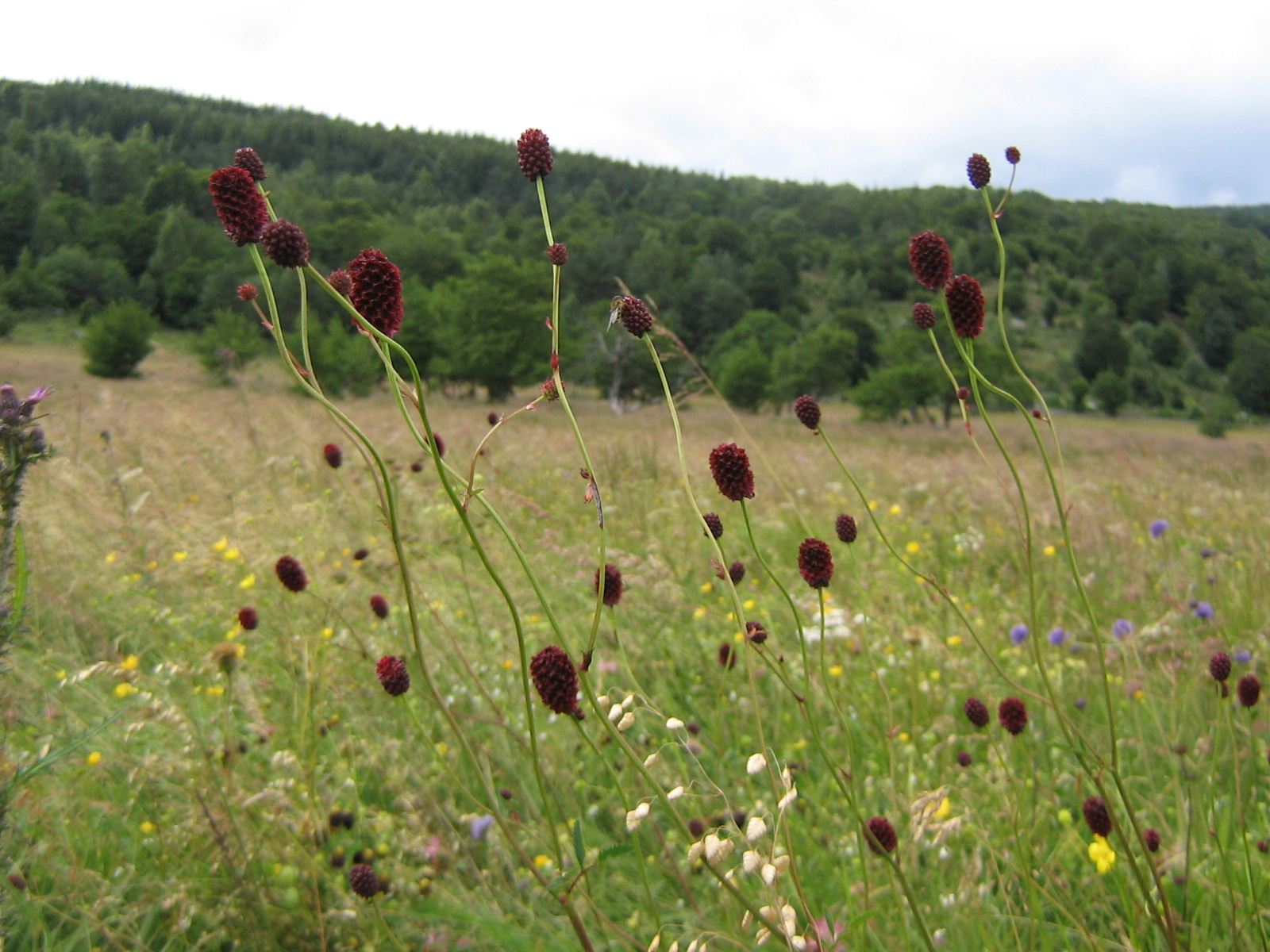
La grande Pimprenelle (Sanguisorba officinalis)

L'autre visage de l'étage montagnard dans les Alpes qui est représenté par les prés de fauche est caractérisé par une flore très riche. Les graminées y sont prépondérantes (avoine élevée, dactyle, vulpin des prés, fléole des prés, pâturin...). Elles sont accompagnées à partir d'une certaine altitude par des plantes typiques de la flore des prés de montagne comme le bien mal nommé Géranium des bois (Geranium sylvaticum), le Bouton d'or des montagnes (Ranunculus montanus), le Trèfle montagnard (Trifolium montanum), la grande Astrance (Astrantia major), le Pigamon à feuilles d'ancolie (Thalictrum aquilegiifolium), la Potentille aux grandes fleurs (Potentilla grandiflora), la Campanule barbue (Campanula barbata), le Narcisse des poètes (Narcissus poeticus), etc. On pourra aussi croiser 2 plantes d'altitude de grande taille dont les feuilles se ressemblent : le Vératre blanc (Veratrum album) et la Gentiane jaune (Gentiana lutea). Dans les près plus arides, on trouvera des hélianthèmes, le thym-serpolet, la Germandrée des montagnes (Teucrium montanum), etc. Inversement, dans les près très humides, on apercevra, entre autres, les têtes florifères caractéristiques de la Reine-des-prés (Filipendula ulmaria], la grande Pimprenelle (Sanguisorba officinalis), la Pédiculaire verticillée (Pedicularis verticillata) accompagnés de graminées qui affectionne l'humidité comme Agrostis alba et Molinia caerulea.

### Étage subalpin
Cet étage comprend des biotopes variés : rochers, éboulis, prairies, forêts, lieux humides.

#### Rochers et éboulis

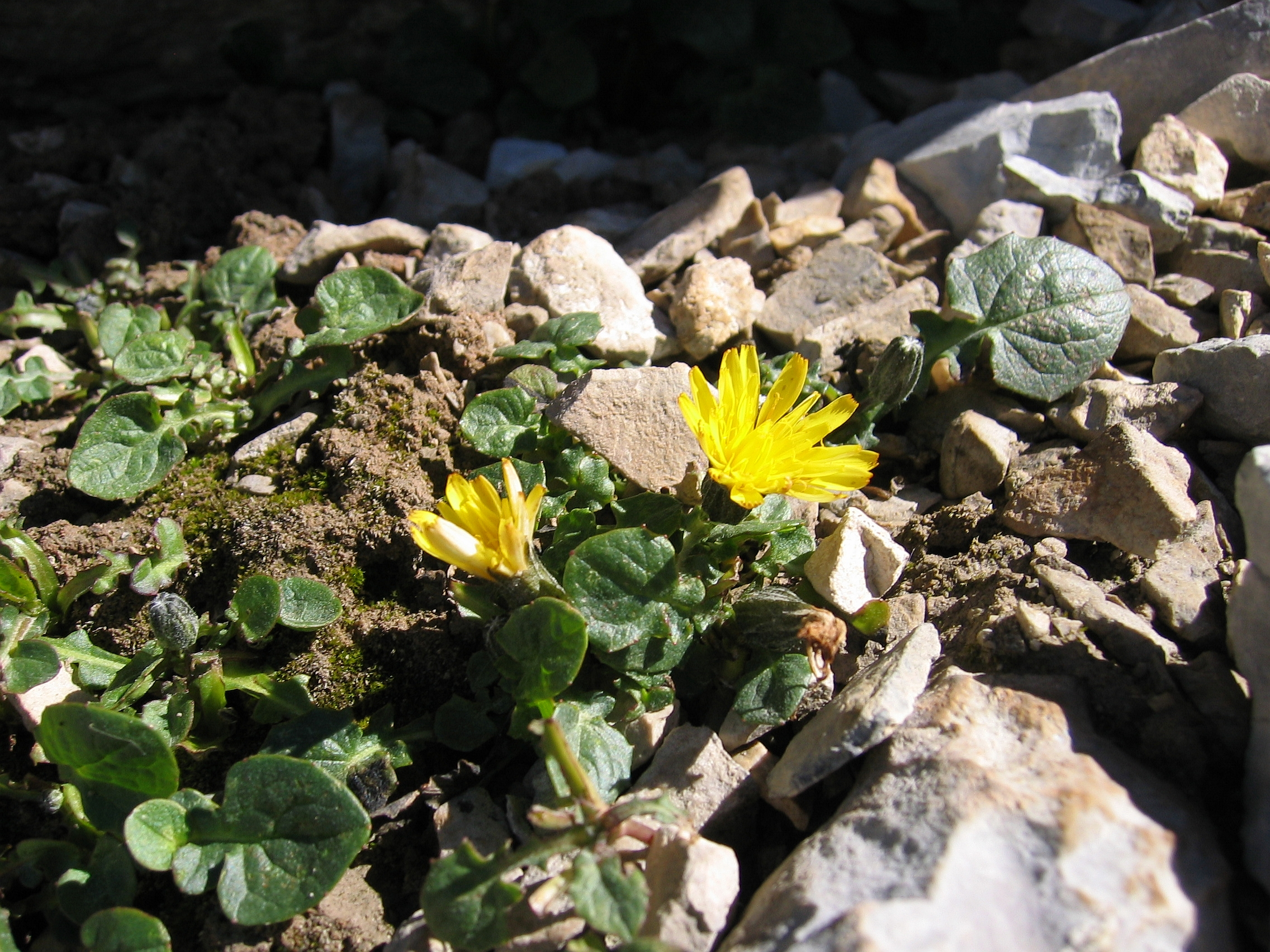
Crepis pygmaea, plante des éboulis calcaires

Sur roche siliceuse, on peut rencontrer plusieurs groupements, dont le plus caractéristique est celui à Asplenium septentrionale et Primula hirsuta. Ce milieu est également favorable à Chondrosea cotyledon, Phyteuma scheuchzeri et Erysimum helveticum.
Quant aux éboulis calcaires, ils présentent un visage différent avec des espèces telles que Rumex scutatus, souvent accompagnée dans les Alpes centrales et orientales par deux espèces remarquables : Petasites paradoxus et Adenostyles glabra. Dans les Alpes occidentales, la plante la plus caractéristique de ce biotope est Crepis pygmaea. 
Par ailleurs, les éboulis ombragés et humides constituent l'habitat de prédilection de l'Aulne vert (Alnus viridis), qui forme souvent des taillis inextricables et contribue à stabiliser les éboulis sur les pentes fortes par ses racines.

#### Prairies

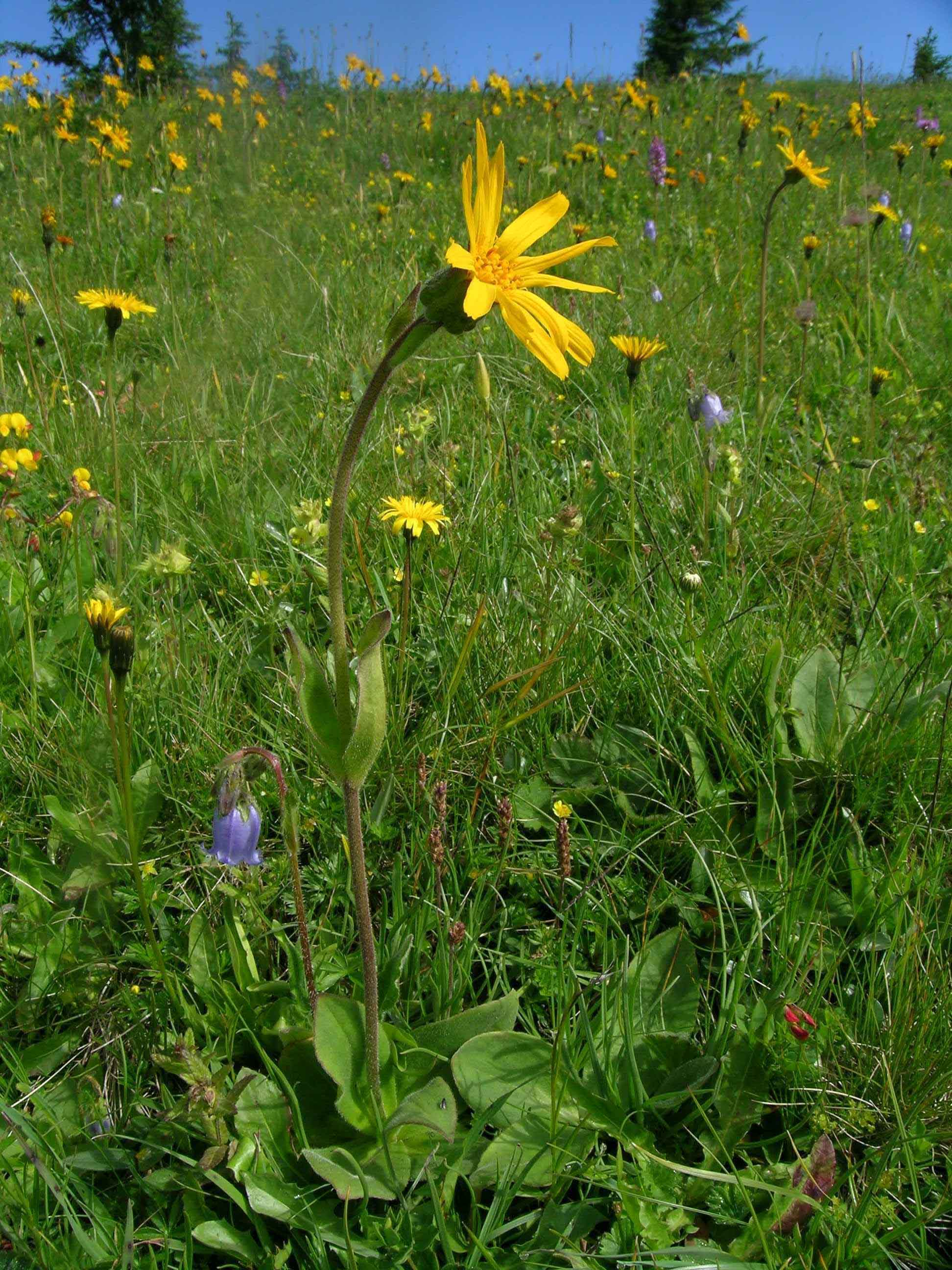
Arnica montana en compagnie d'une campanule typiquement alpine : Campanula barbata

À l'étage subalpin, les prairies ou les pâturages sont presque tous d'origine anthropique. Les groupements végétaux présents dans ce type de milieu peuvent varier en fonction de l'exposition, de la nature du substrat ou de l'humidité du climat. Mais d'une façon générale, la fauche favorise les plantes à bulbes fleurissant très tôt au printemps (crocus) ou très tard (colchiques). Les pâturages, soumis à des pressions encore plus fortes, favorisent l'émergence d'espèces coriaces que les bêtes délaissent comme le Nard raide. Celui-ci est souvent accompagné de l'Arnica des montagnes ou du Pied-de-chat. Les endroits humides sont le domaine de la mégaphorbiaie, caractérisée par des plantes de grande hauteur (Adenostyles alliariae, Cicerbita alpina, Aconitum napellus, Thalictrum aquilegiifolium, Delphinium elatum, etc.). Enfin, dans les lieux où les troupeaux stationnent longtemps (près des chalets, des bergeries...), le sol abondamment fumé est très riche en azote et convient à des espèces comme Rumex alpinus, Chenopodium bonus-henricus, Cirsium spinosissimum...

#### Forêts
Les forêts subalpines dans les Alpes sont surtout composées de conifères dont quatre espèces se distinguent tout particulièrement : l'Epicéa, le Mélèze, l'Arole et le Pin à crochets (ou Pin de montagne). 
La forêt d'épicéa (ou pessière) se retrouve surtout dans la partie inférieure de l'étage subalpin sur sous-sol siliceux ou parfois calcaires quand la couche d'humus est suffisamment épaisse et acide. La flore des pessières est pauvre (mousses exceptées). Les espèces les plus caractéristiques sont Oxalis acetosella, Moneses uniflora, Lycopodium annotinum, Listera cordata et deux sortes d'airelles : Vaccinium myrtillus (Myrtille commune) et Vaccinium vitis-idaea (Airelle rouge).

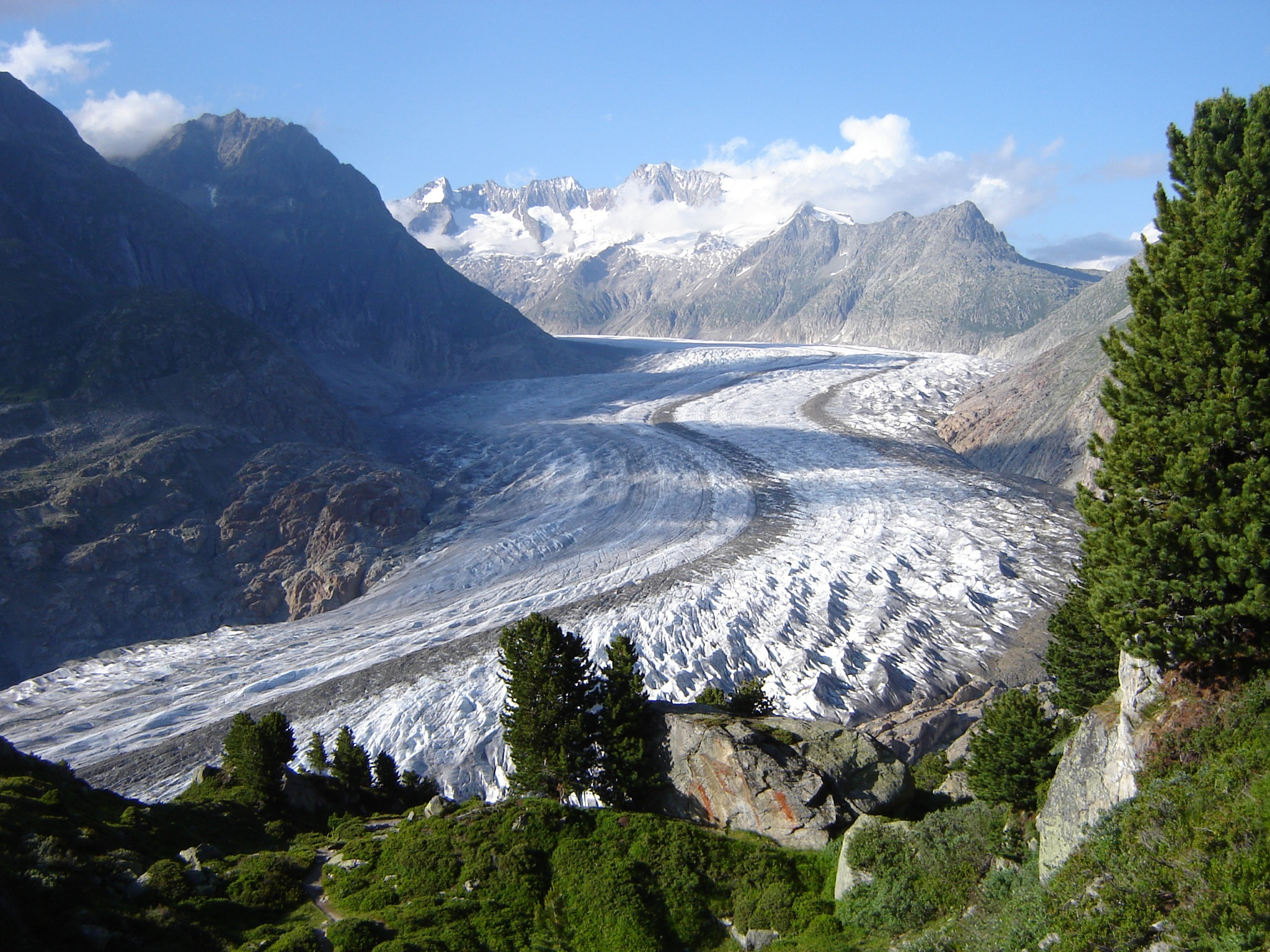
Pins cembro (ou Arolles) au-dessus du glacier d'Aletsch en Suisse

Les forêts d'Aroles et de Mélèzes se retrouvent à plus haute altitude et sont beaucoup plus claires, ce qui permet à une flore bien plus variée de prospérer (malgré des conditions climatiques plus rudes). Le Mélèze a la particularité de perdre ses aiguilles à la saison froide, ce qui lui permet de bien résister aux surcharges de neige. L'Arole garde ses aiguilles mais résiste bien aussi au poids de la neige car ses branches sont courtes et robustes; c'est d'ailleurs un arbre particulièrement résistant aux intempéries car c'est lui qui pousse le plus haut en altitude, dans des zones inhospitalières où aucun autre arbre ne peut venir le concurrencer. Du fait de ces conditions de vie très dures, sa croissance est lente. Le Mélèze et l'Arole forment souvent des forêts claires mixtes dans lesquelles on trouvera des plantes herbacées de montagne comme Homogyne alpina, Melampyrum sylvaticum ou encore le rare Linnaea borealis.
Le Pin de montagne pousse lui sur des sols minces qui ne conviennent pas aux espèces précédentes. Il en existe deux sous-espèces : une qui croît dans les Alpes occidentales et qu'on appelle couramment Pin à crochet et une autre dans les Alpes orientales qu'on appelle Pin couché. Toutes deux colonisent des pentes escarpées et des éboulis et sont accompagnées de la Bruyère des neiges (Erica carnea), de Polygala chamaebuxus, de Daphne striata ou encore de la Clématite des Alpes (Clematis alpina).

### Étage alpin

#### Rochers

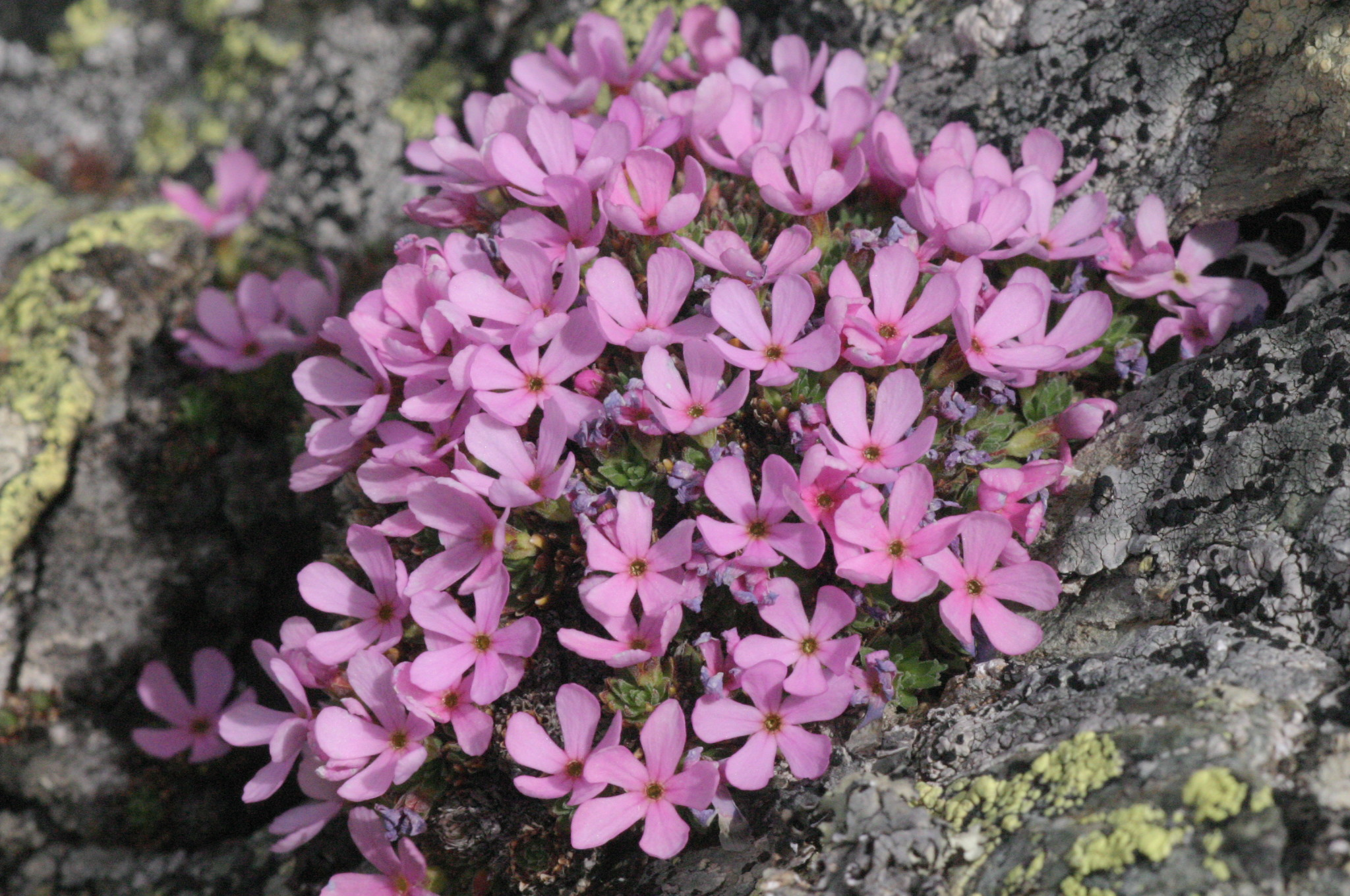
Androsace wulfeniana dans les Alpes autrichiennes

Les plantes poussant sur les rochers sont condamnées à trouver leur nourriture dans le peu de terre accumulée dans les fentes. D'une façon générale, les rochers constituent un milieu très hostile pour les végétaux (écarts de températures très grands, vents forts...) et les plantes qui y poussent sont obligées de s'adapter pour survivre : elles peuvent ainsi développer des racines fortes et longues pour mieux résister au vent et aller chercher la plus petite parcelle d'humidité ou encore avoir des feuilles coriaces ou cireuses pour freiner la transpiration. Par ailleurs, la composition chimique de la roche influence grandement la flore et les fleurs des roches calcaires seront radicalement différentes de celles que l'on trouvera sur le granite. Les plantes typiques des rochers ont souvent un port en rosette et en coussinet et appartiennent souvent à certains genres comme les androsaces, les saxifrages, les joubarbes, etc.

#### Éboulis

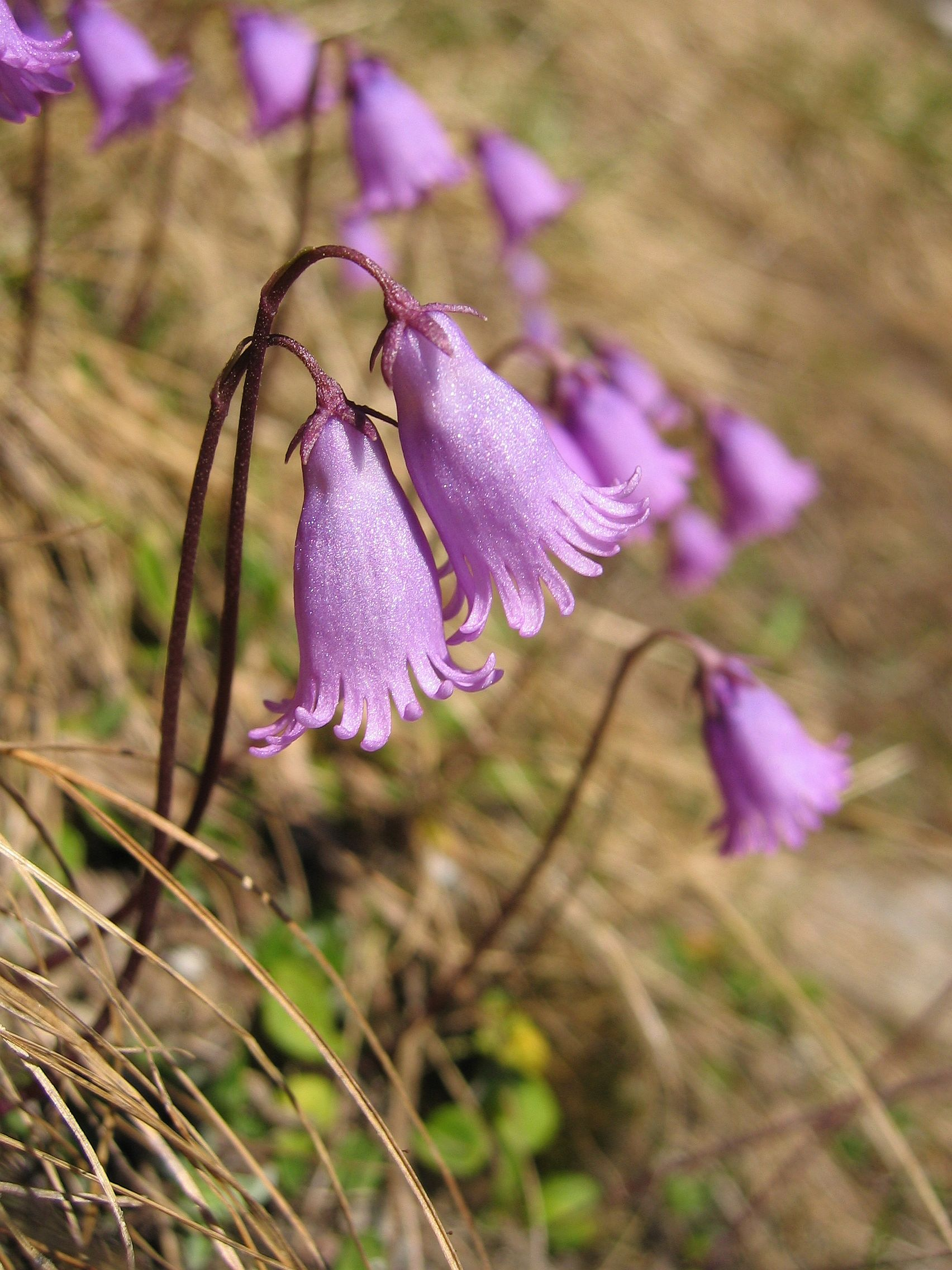
La petite soldanelle

Les éboulis constituent un milieu bien moins hostile que les rochers car ils retiennent plus de terre et d'humidité. Les plantes qui y croissent doivent toutefois être adaptées dans certains cas au mouvement des rochers et doivent donc être capables de se régénérer rapidement en cas de destruction partielle. Ces plantes possèdent souvent un rhizome ramifié, rampant et profondément enraciné qui leur permet d'émettre des tiges en plusieurs points (Trisetum distichophyllum, Crepis pygmaea). Les éboulis stabilisés, surtout ceux composés de petits blocs qui retiennent mieux la terre, évoluent généralement vers la pelouse alpine.

#### Combes à neige
Ces dépressions abritées, peu ensoleillées, où la neige reste longtemps se caractérisent par un sol humide et humifère favorable à la végétation mais seulement sur une période très courte de l'année (2 mois). Les plantes caractéristiques de ce milieu sont naines, souvent rampantes et se multiplient de façon végétative. Parmi les espèces adaptées à ces dépressions froides, on peut citer Salix herbacea, Veronica alpina, Taraxacum alpinum, Soldanella pusilla...

#### Pelouses alpines

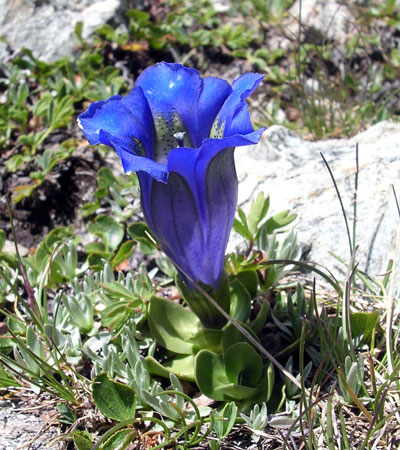
Gentiane des Alpes (Gentiana alpina)

Ces pelouses sont caractérisées par un couvert végétal continu très riche en espèces et dominé par les graminées et les cypéracées. Il en existe un grand nombre de types différents suivant la situation géographique et la nature du substrat. Ainsi, la graminée Sesleria caerulea caractérise des pelouses sur sol calcaire sec tout comme la cypéracée Carex firma. Sur sol calcaire plus humide, on croisera plus fréquemment Carex ferruginea ou Festuca violacea. Ces plantes dominantes sont accompagnées de plantes typiquement alpines comme les gentianes (Gentiana clusii, Gentiana terglouensis...), l'Astragale des Alpes, l'Hélianthème des Alpes et bien d'autres encore.
Sur sol siliceux, la richesse en espèces est au moins équivalente. On trouvera dans les lieux secs et bien exposés des pelouses à Festuca varia ou à Festuca spadicea. Au-dessus de 2 000 à 2 500 m, l'espèce la plus caractéristique est Carex curvula accompagné d'espèces parfois spectaculaires comme Gentiana punctata, Gentiana alpina ou Rhododendron ferrugineum.

### Étage nival

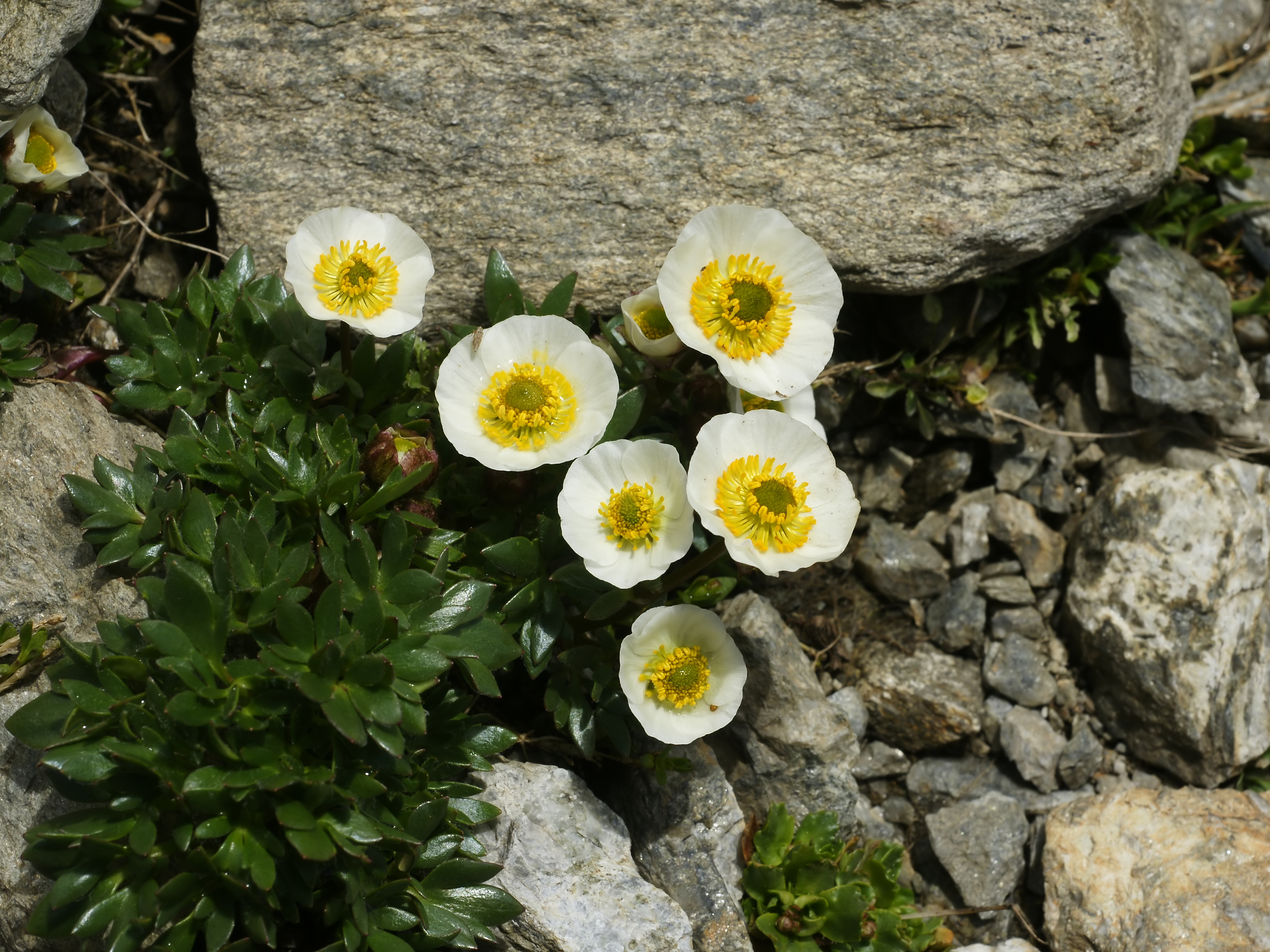
Renoncule des glaciers

Vu les conditions climatiques extrêmement rudes de cet étage, rares sont les espèces végétales à pouvoir y trouver un milieu favorable pour prospérer. Quelques plantes de haute altitude parviennent toutefois à croître dans certaines fentes de rochers parfois à des altitudes très élevées. On a ainsi retrouvé un exemplaire de renoncule des glaciers au sommet du Finsteraarhorn à plus de 4 200 m d'altitude. Mais au-delà de l'anecdote, il existe une authentique flore de l'étage nival. À ce niveau, la distinction entre roches calcaires et siliceuses est fondamentale, les espèces étant différentes dans l'un et l'autre cas. Ainsi, sur roche calcaire, on pourra trouver Androsace helvetica aux belles fleurs blanches, des saxifrages (Saxifraga caesia et Saxifraga mutata), une petite ombellifère poilue qui ne dépasse pas 10 cm (Athamanta cretensis), l'arabette naine (Arabis pumila), la drave tomenteuse (Draba tomentosa), etc. Sur roche siliceuse, on croisera Androsace vandellii, deux espèces caractéristiques de joubarbe (Sempervivum montanum et Sempervivum arachnoideum), diverses saxifrages (Saxifraga moschata, Saxifraga aspera, Saxifraga exarata), etc.

## Particularités locales et endémismes
Les Alpes formant un massif très allongé d'ouest en est, les botanistes se sont intéressés depuis longtemps aux différences qui existent entre la partie occidentale et orientale de la chaîne. La limite généralement adoptée dans les différentes études entre les deux parties est une ligne tracée entre Brégence et Côme. Dans les Alpes occidentales, on dénombre 3 076 taxons indigènes non endémiques (soit 151 de plus que les dans les Alpes orientales). On constate donc une plus grande richesse de la flore indigène des Alpes occidentales, différence qui est essentiellement due aux apports de la flore méditerranéenne (Alpes du Sud) et ouest-européenne. Plus on monte en altitude, moins on trouve d'espèces méditerranéennes et moins l'écart de biodiversité est grand entre les deux parties des Alpes (différence mesurée par le coefficient de similarité floristique de Jaccard).
En revanche, les Alpes orientales sont plus riches en espèces endémiques (on en a dénombré 337, soit 49 de plus que dans les Alpes occidentales). Tous étages confondus, les deux parties des Alpes ne partagent que le quart des taxons endémiques (ce qui signifie que les trois-quarts des endémiques sont soit localisées à l'est, soit à l'ouest de la chaîne). L'écart est le plus important dans les étages inférieurs mais s'amenuise plus haut en altitude. Enfin, le pourcentage de plantes endémiques progresse de l'étage collinéen à l'étage alpin où il atteint 12,4 % du total dans les Alpes orientales (et 9,1 % dans les Alpes occidentales).

### Alpes du Nord-Ouest (Savoie, Valais, Oberland bernois)

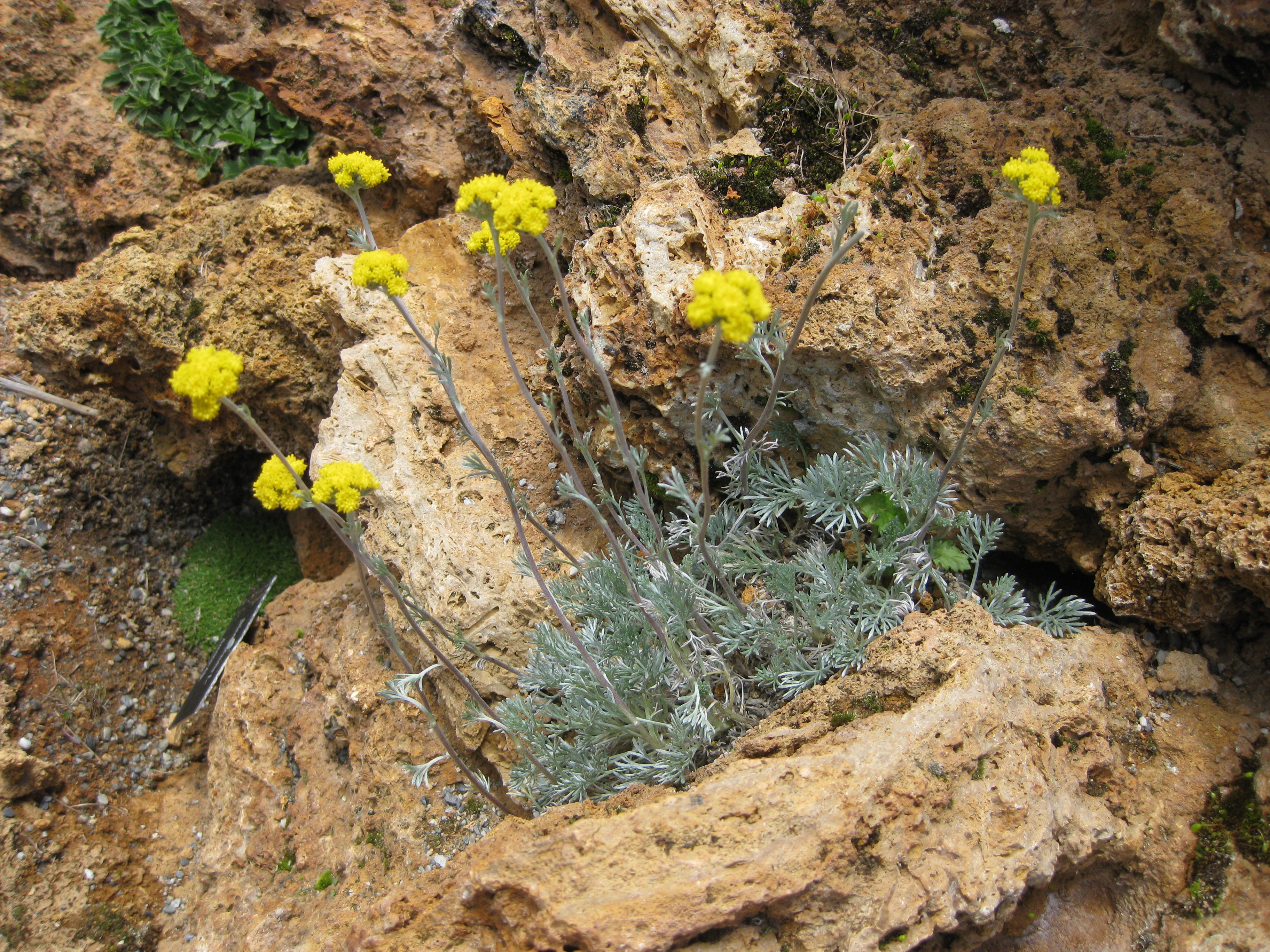
Artemisia glacialis.

Les espèces endémiques dans cette partie des Alpes sont peu nombreuses comparées à celles que l'on trouve dans les Alpes orientales ou les Alpes du sud. Néanmoins, un certain nombre de plantes, sans être endémiques au sens strict, caractérisent bien les Alpes occidentales car elles sont peu fréquentes ailleurs : Gentiana rostani, Campanula alpestris, Campanula excisa (Alpes du Valais et du Tessin), Campanula cenisia (campanule du mont Cenis), Phyteuma michelii, Artemisia glacialis (génépi des glaciers), Adenostyles leucophylla, etc.

### Alpes du Sud (Oisans, Queyras, Alpes de Provence, Alpes maritimes)
Les Alpes du Sud sont très riches en espèces endémiques. La plus célèbre d'entre elles est sans conteste Saxifraga florulenta, aisément reconnaissable grâce à sa grande hampe fleurie, et qui ne croît que sur certaines parois granitiques à haute altitude (au-delà de 2 000 m) dans le centre des Alpes maritimes (parc national du Mercantour). Parmi les autres espèces endémiques remarquables, on peut citer également Lilium pomponium (le lis turban), présent dans les Alpes de Provence, maritimes et ligures, et Berardia subacaulis (ou chardon de Bérard), limité à la partie sud-ouest des Alpes.

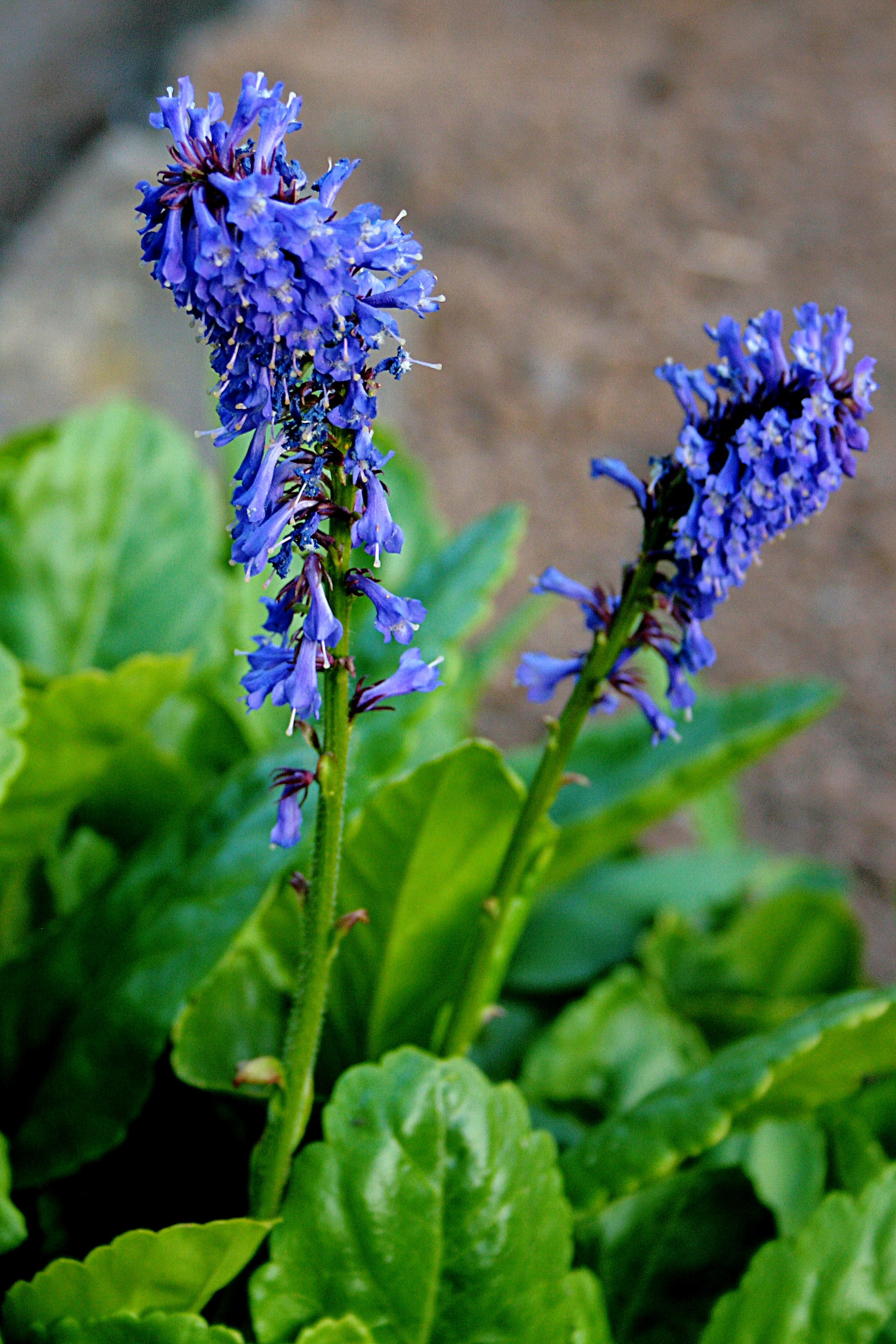
Wulfenia carinthiaca

### Alpes orientales (Grisons, Dolomites, Tyrol, Carinthie, Styrie)

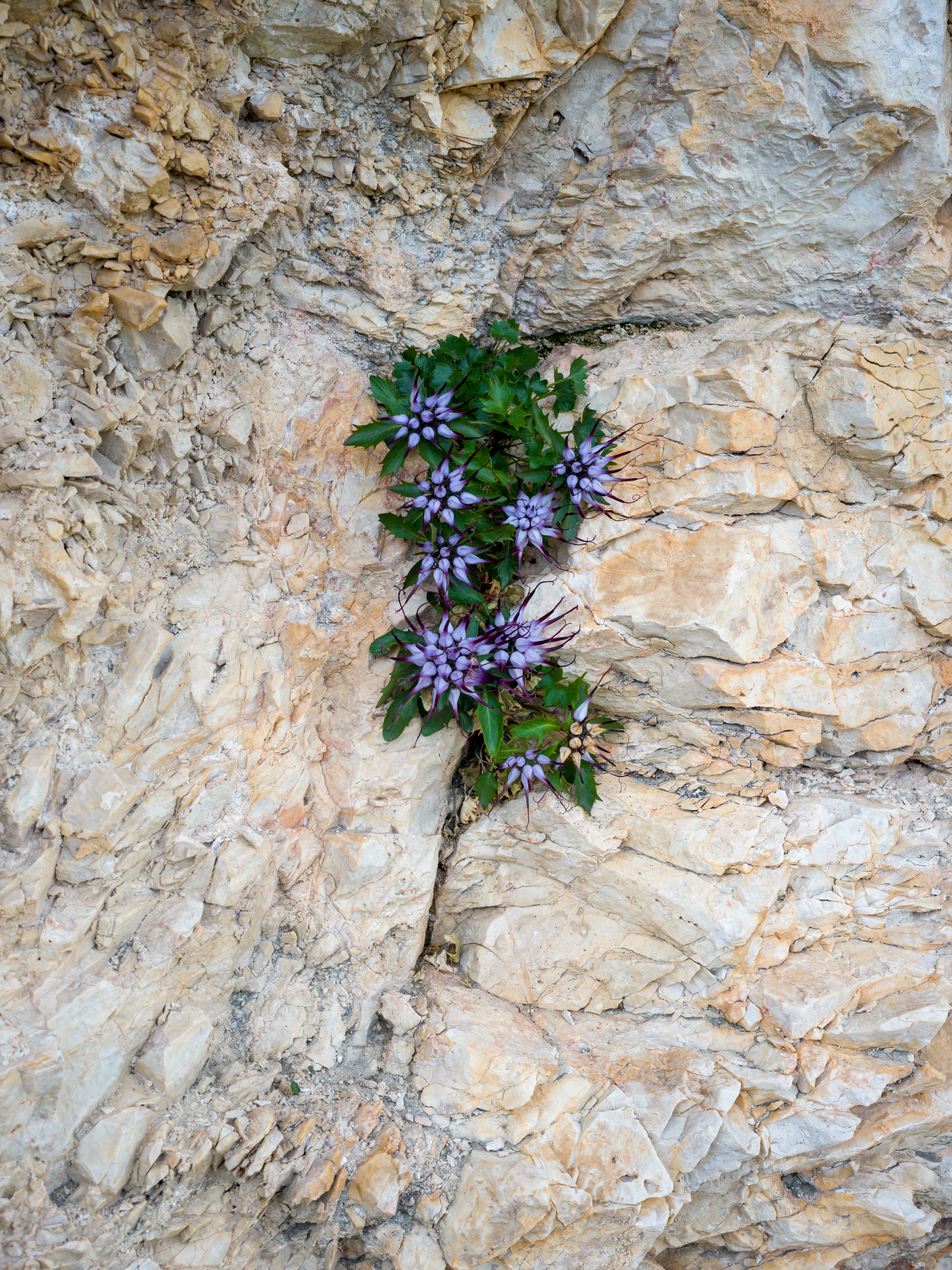
Physoplexis comosa dans les Dolomites.

Une particularité des Alpes orientales est qu'on retrouve dans cette région de très anciennes espèces datant de l'ère tertiaire et qui ont réussi à traverser la période des glaciations en se réfugiant dans des vallées abritées. Une des plus caractéristiques est la célèbre et spectaculaire Wulfenia carinthiaca qu'on ne trouve qu'en Carinthie entre 1 000 et 2 000 m d'altitude.
Parmi les très nombreuses autres espèces remarquables des Alpes orientales, on peut citer également Gentiana froelichii (Est des Alpes autrichiennes), Gentiana frigida (Alpes de Styrie), Soldanella austriaca, Primula wulfeniana, Cortusa matthioli, Physoplexis comosa, Campanula alpina, etc. On peut constater que certaines d'entre elles sont des fleurs endémiques dont l'aire de distribution est parfois très restreinte comme la primevère Primula carniolica qui ne pousse que dans l'est des Alpes juliennes (Slovénie) et très ponctuellement, ou encore Primula tyrolensis qui ne s'épanouit que sur certains rochers calcaires des Dolomites.

## Liste des plantes alpines

### A-C

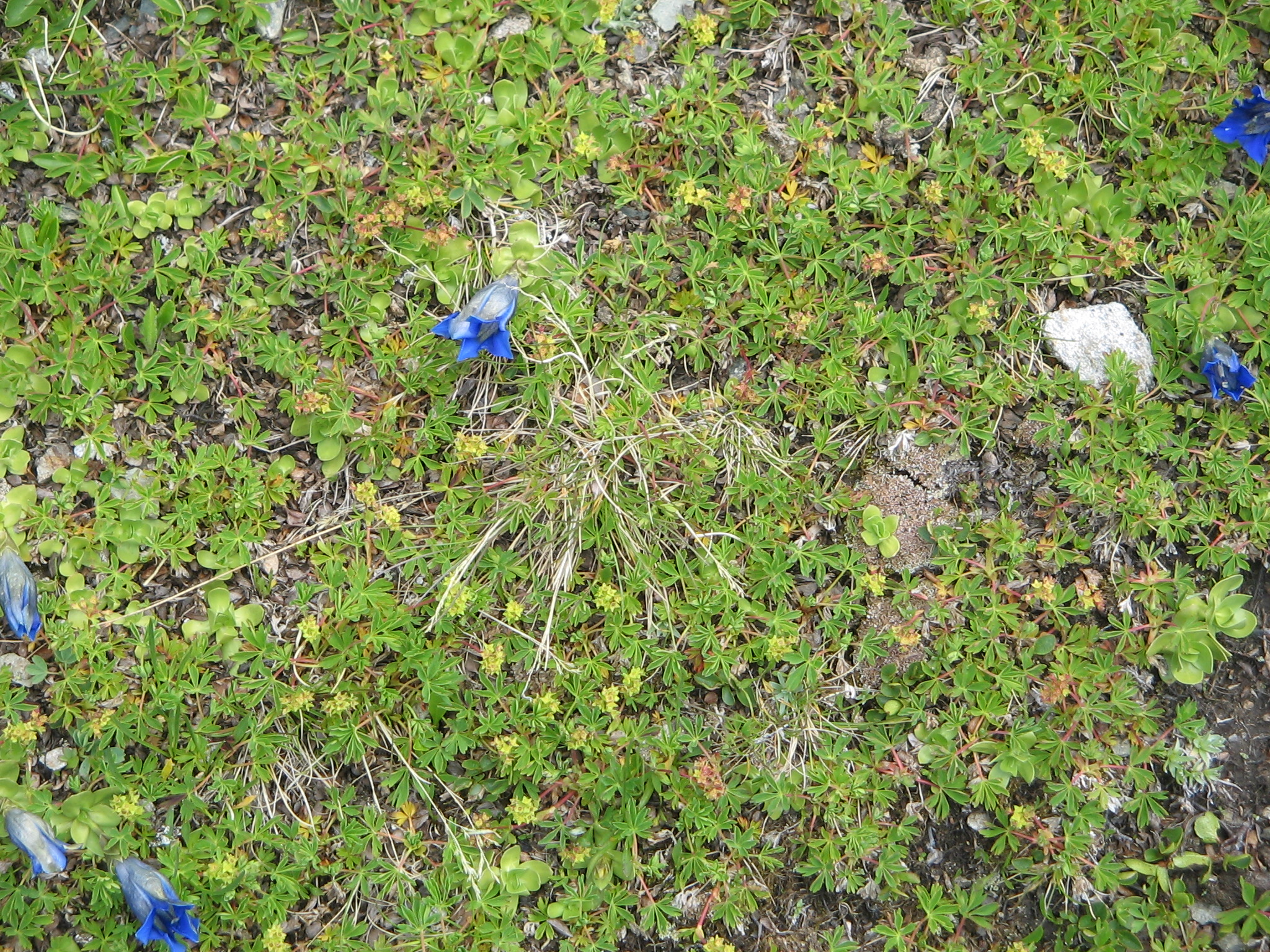
Alchemilla pentaphyllea, l'alchémille à cinq folioles avec des gentianes des Alpes (Gentiana alpina)

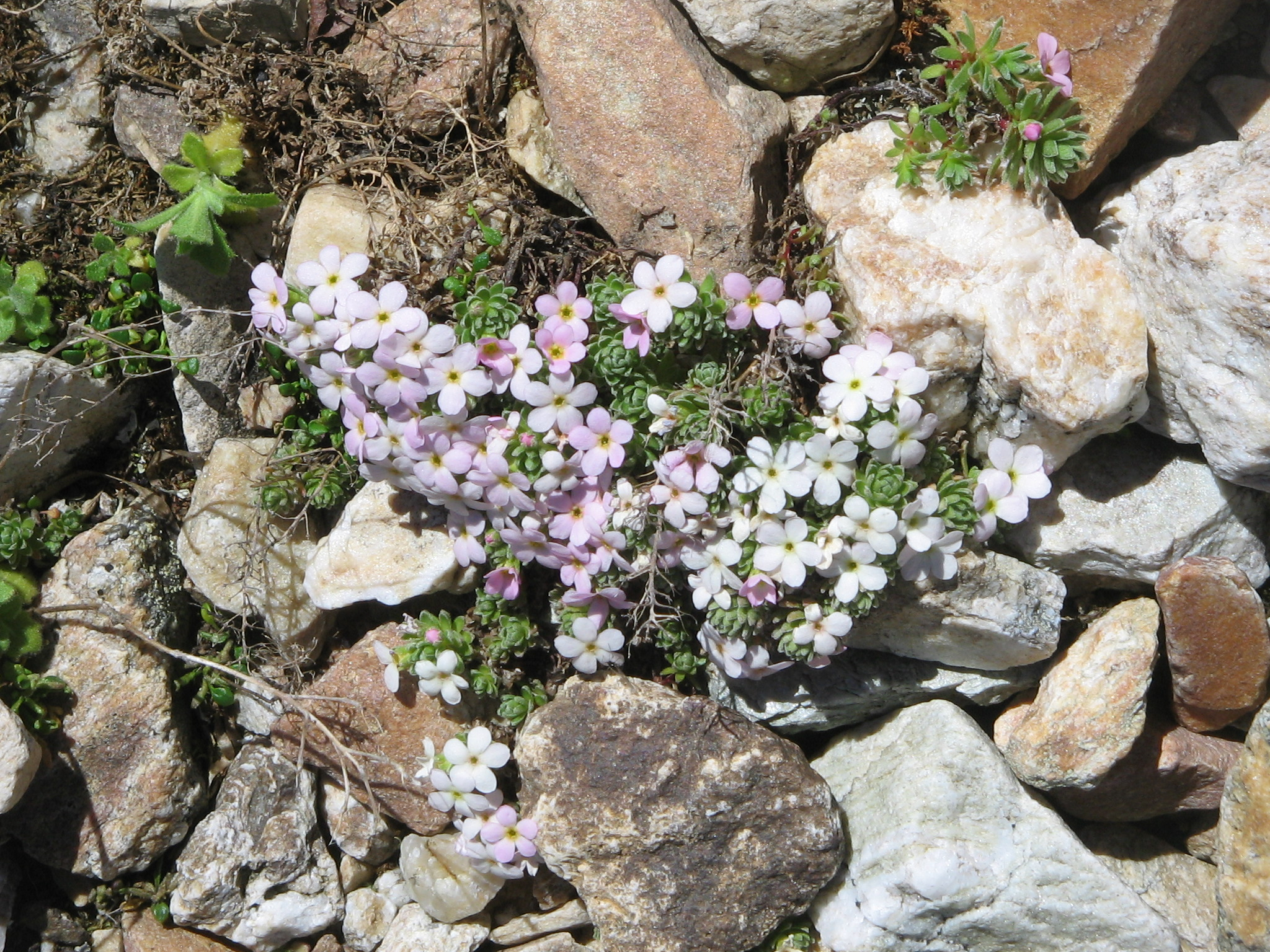
Androsace alpina, l'androsace des Alpes

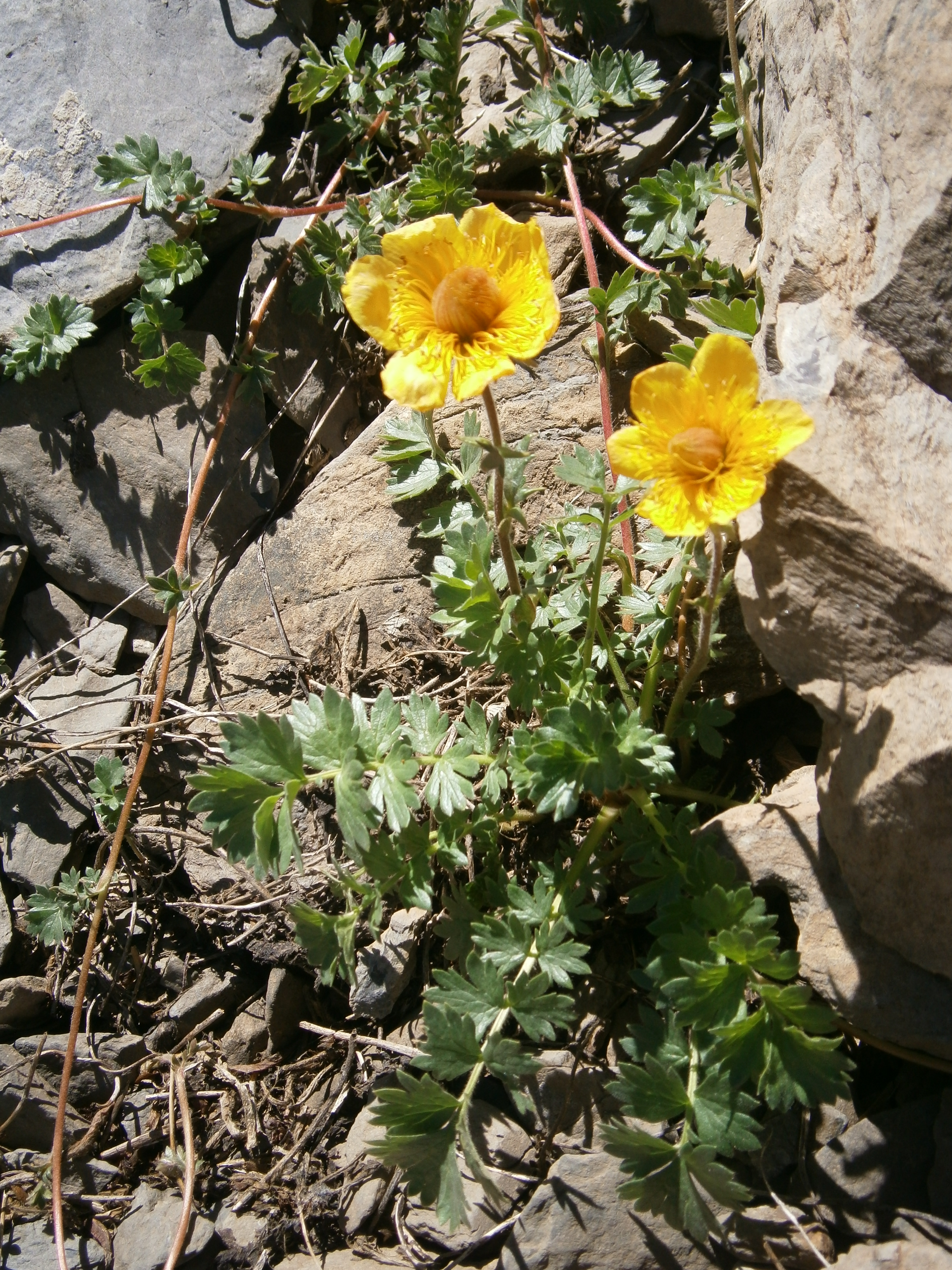
Geum reptans, la benoîte rampante

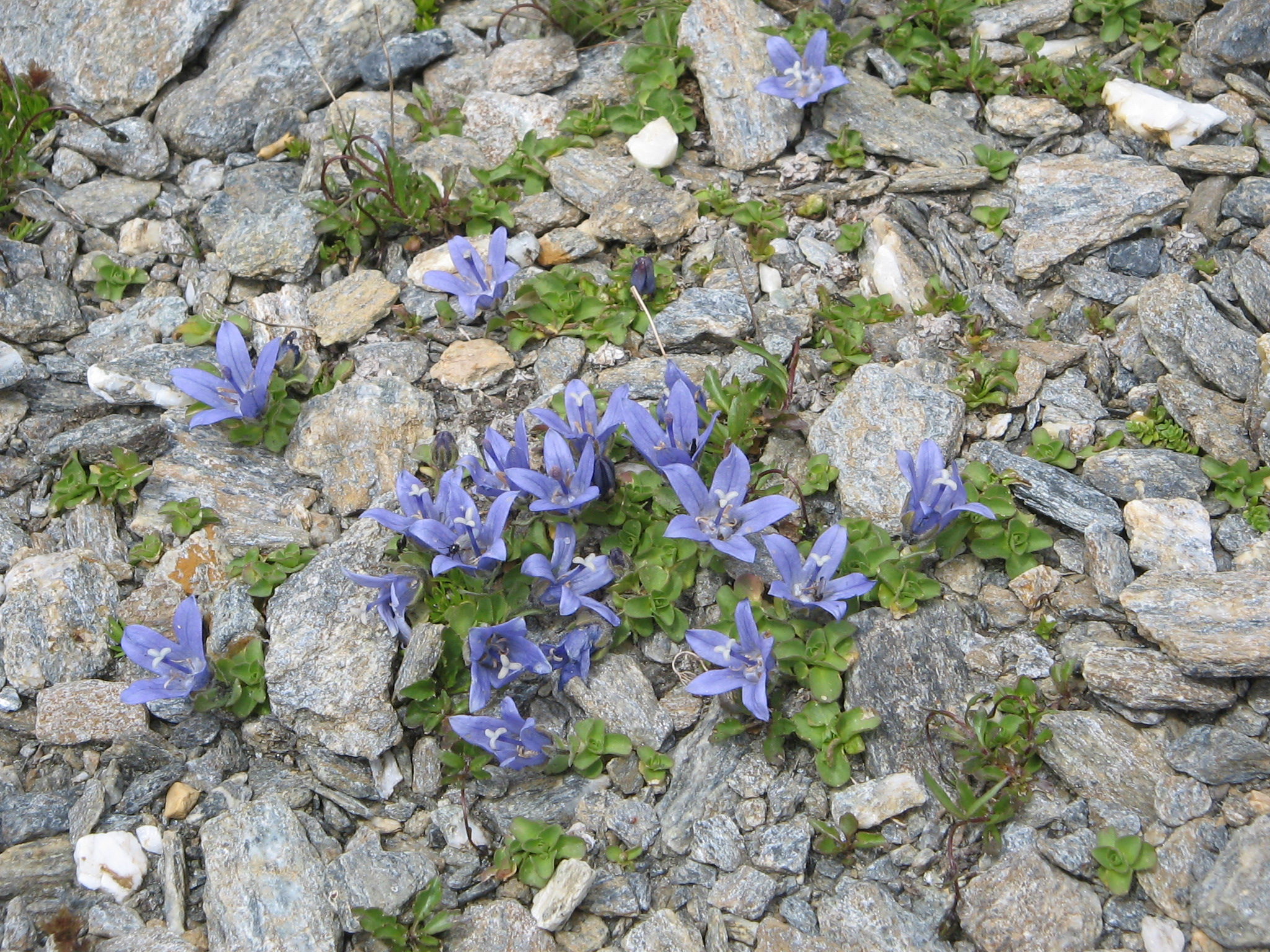
Campanula cenisia, la campanule du Mont Cenis

- Achillée naine (Achillea nana), Astéracée
- Aconit anthore (Aconitum anthora), Ranunculacée
- Aconit napel (Aconitum napellus subsp. napellus), Ranunculacée, appelée aussi « Casque de Jupiter »
- Aconit tue-loup (Aconitum lycoctonum subsp. vulparia), Ranunculacée, appelée aussi « Tue-loup », « Herbe aux loups », « Coqueluchon jaune »
- Adénostyle à feuilles d'alliaire (Adenostyles alliariae) ou (A. albifrons), Astéracée
- Adénostyle des Alpes (Adenostyles leucophylla), Astéracée
- Aigremoine eupatoire (Agrimonia eupatoria), Rosacée
- Alchémille des Alpes (Alchemilla alpina), Rosacée
- Ancolie des Alpes (Aquilegia alpina), Ranunculacée
- Androsace carnée  (Androsace carnea), Primulacée
- Androsace des Alpes (Androsace alpina), Primulacée
- Androsace de Suisse (Androsace helvetica), Primulacée
- Anémone à fleurs de narcisse  (Anemone narcissiflora), Ranunculacée
- Anémone de printemps (Pulsatilla vernalis), Ranunculacée
- Armérie des Alpes (Armeria alpina), Plumbaginacée
- Armoise insipide (Artemisia insipida), Astéracée
- Arnica des montagnes (Arnica montana), appelée aussi « Herbe à tabac », « Tabac des Vosges », « Tabac des Savoyards », « Souci des Alpes », Astéracée
- Asphodèle blanc (Asphodelus albus), Asphodelacée
- Aster des Alpes (Aster alpinus), Astéracée
- Azalée des Alpes (Loiseleuria procumbens) appelée aussi « Loiseleurie couchée », Éricacée

- Benoîte des montagnes (Geum montanum), Rosacée
- Benoîte rampante (Geum reptans), Rosacée

- Campanule des Alpes [occidentales] (Campanula alpestris), Campanulacée
- Campanule des Alpes [centrales - orientales] (Campanula alpina), Campanulacée
- Campanule barbue (Campanula barbata), Campanulacée
- Campanule à feuilles de pêcher (Campanula persicifolia), Campanulacée
- Campanule de Scheuchzer (Campanula scheuchzeri), Campanulacée
- Campanule du Mont Cenis (Campanula cenisia), Campanulacée
- Campanule en thyrse (Campanula thyrsoides), Campanulacée
- Caraline ou Renoncule des glaciers (Ranunculus glacialis), Ranunculacée
- Carline acaule (Carlina acaulis), Astéracée, appelée aussi « Baromètre »
- Carline à feuilles d'acanthe (Carlina acanthifolia), Astéracée, appelée aussi « Cardabelle », « Chardon-baromètre », « Chardousse »
- Carline commune (Carlina vulgaris), Astéracée, appelée aussi « Artichaut sauvage », « Chardon-doré »
- Centaurée à un capitule (Centaurea uniflora), Astéracée
- Centaurée des montagnes (Centaurea montana), Astéracée, appelée aussi « Bleuet vivace »
- Centaurée jacée (Centaurea jacea), Astéracée
- Centaurée scabieuse (Centaurea scabiosa), Astéracée
- Céraiste des Alpes (Cerastium alpinum), Caryophyllacée
- Chardon bleu des Alpes  (Eryngium alpinum), Apiacée, appelé aussi « Panicaut des Alpes »
- Chénopode Bon-Henri (Chenopodium bonus-henricus), Chénopodiacée, appelée aussi « Épinard sauvage »
- Cirse épineux (Cirsium spinosissimum), Astéracée
- Clématite des Alpes (Clematis alpina), Astéracée
- Crépide naine (Crepis pygmaea), Astéracée
- Crocus printanier (Crocus vernus), Iridacée
- Cyclamen (Cyclamen purpurascens), Primulacée

### D-J

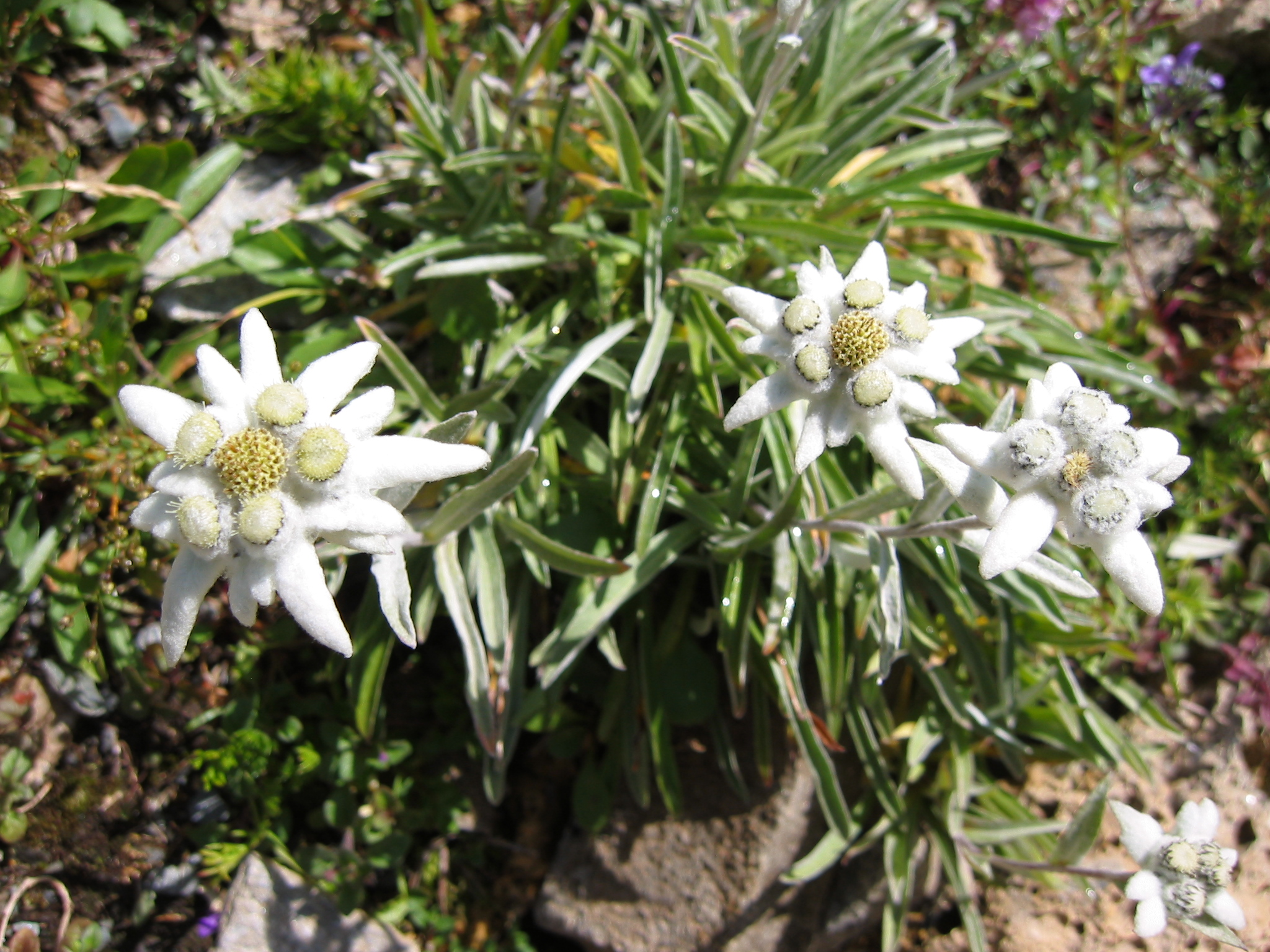
Leontopodium alpinum, edelweiss.

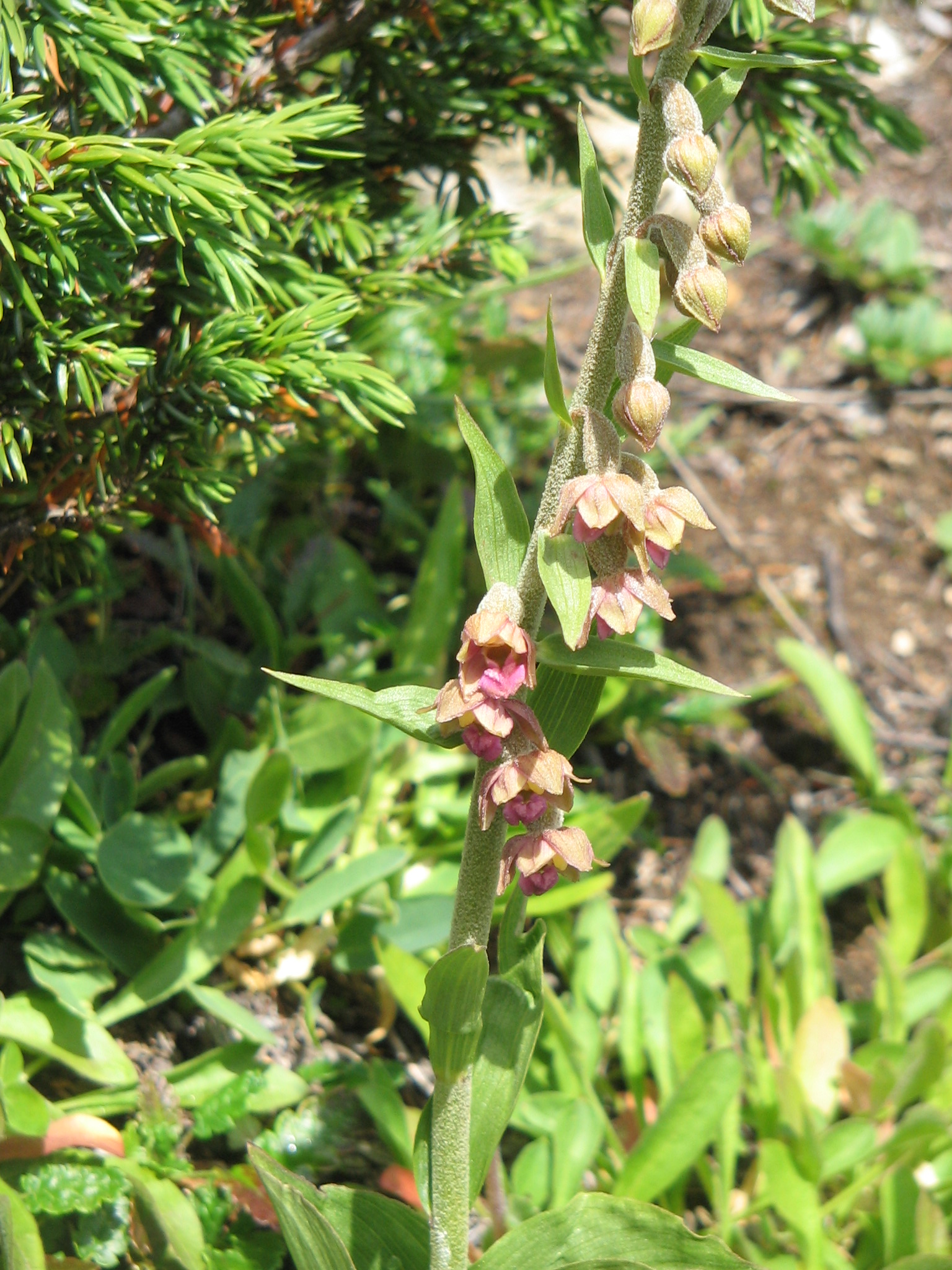
Epipactis atrorubens, l'épipactis pourpre

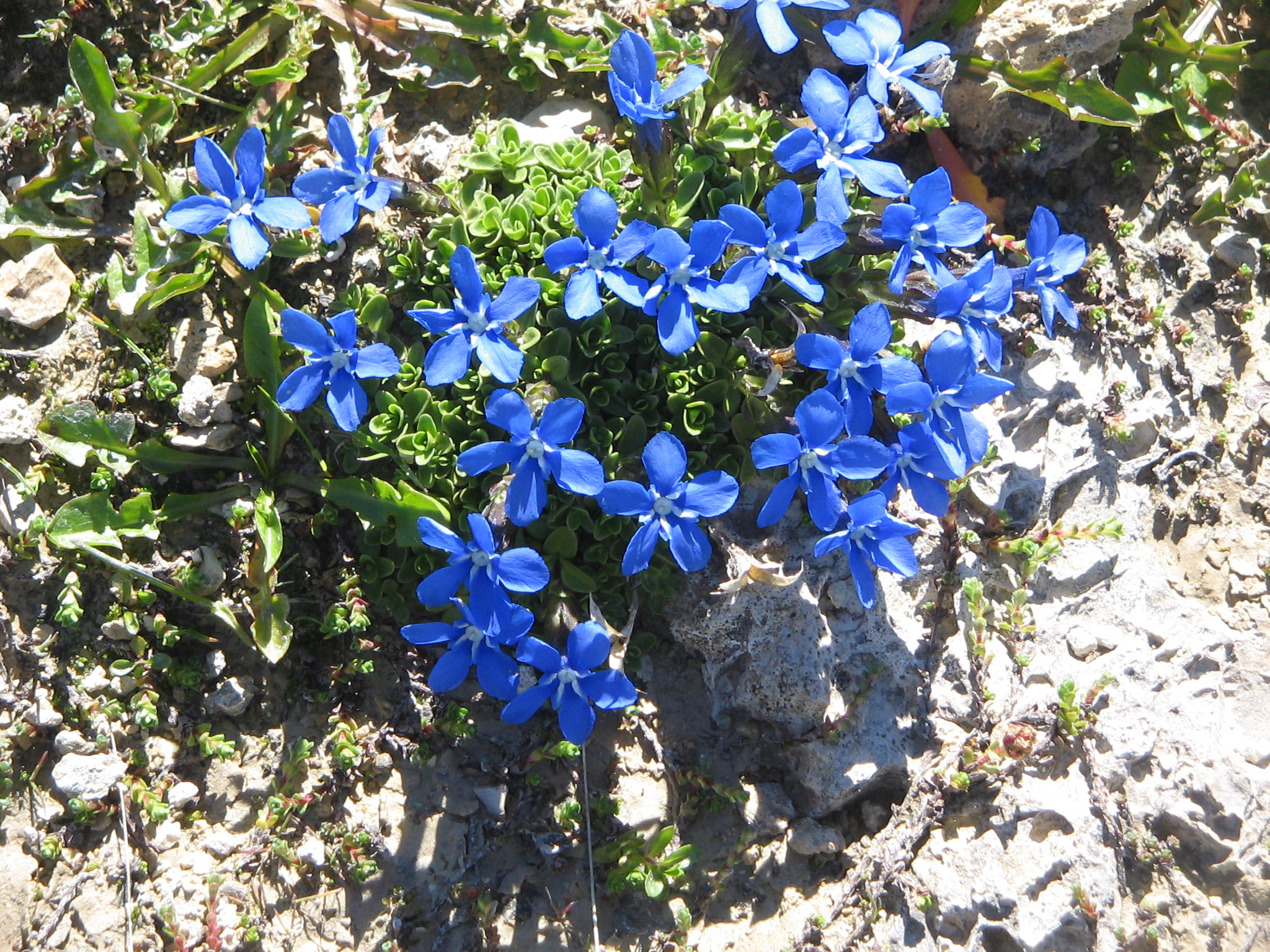
Gentiana bavarica, la gentiane de Bavière

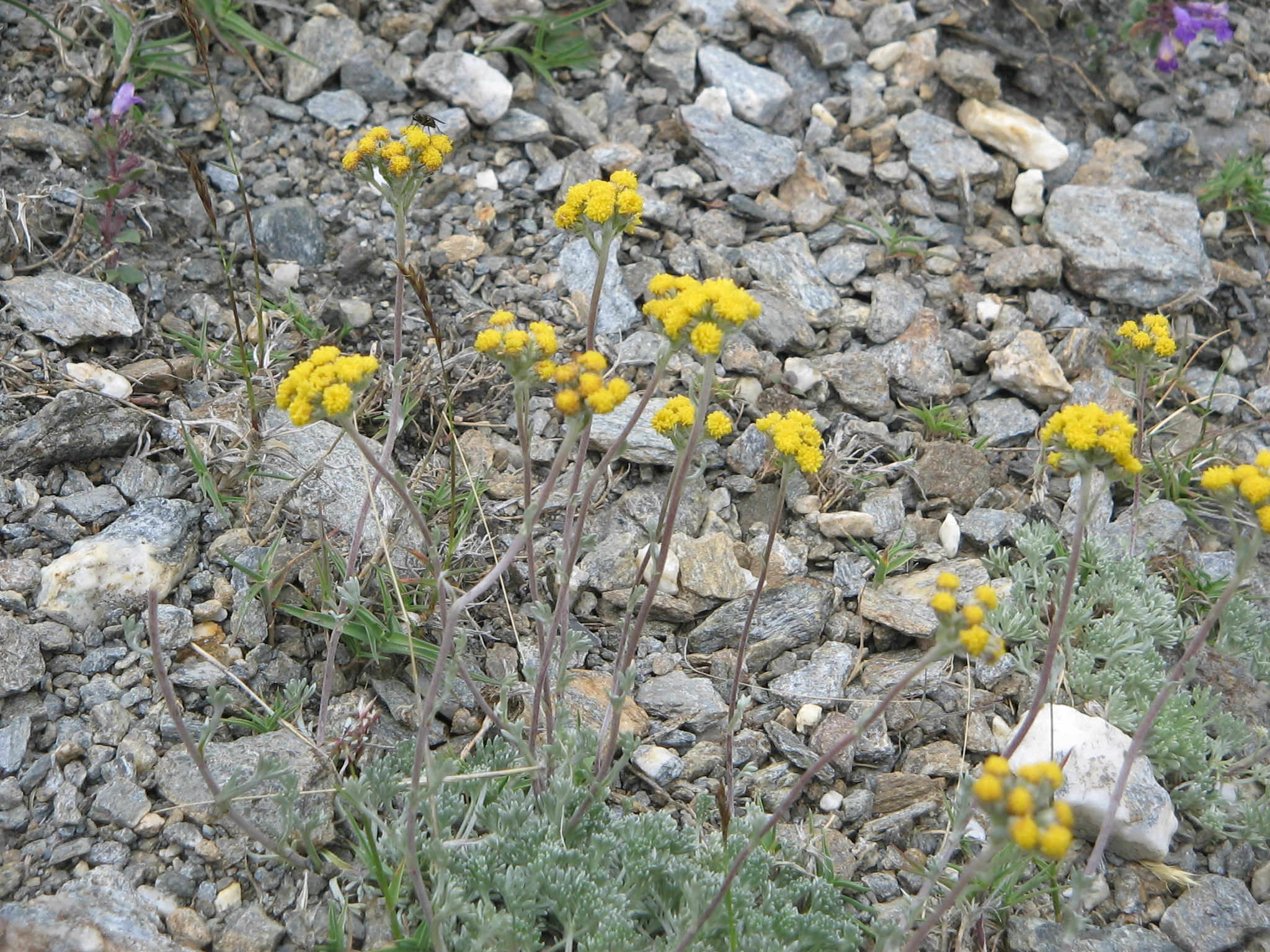
Artemisia glacialis, le génépi des glaciers

- Daphné camélée  (Daphne cneorum), Thyméléacée
- Digitale à grandes fleurs (Digitalis grandiflora), Scrofulariacée
- Digitale jaune (Digitalis lutea), Scrofulariacée
- Digitale pourpre (Digitalis purpurea), Scrofulariacée
- Doronic à grandes fleurs  (Doronicum grandiflorum), Astéracée
- Drave tomenteuse (Draba tomentosa), Brassicacée
- Droséra sp. (Drosera intermedia et Drosera rotundifolia = Rossolis intermédiaire et rossolis à feuilles rondes), Droséracée
- Dryade chênette  (Dryas octopetala), Rosacée

- Edelweiss (Leontopodium alpinum), Astéracée, appelée aussi « Étoile des Alpes »
- Épervière à feuilles de chicorée (Hieracium intybaceum), Astéracée
- Épervière des Alpes (Hieracium alpinum), Astéracée
- Épervière piloselle (Hieracium pilosella), Astéracée
- Épiaire du mont Prada (Stachys pradica syn. Betonica hirsuta), Lamiacée
- Épilobe à feuilles d'Alsine (Epilobium  alsinifolium), Onagracée
- Épilobe des Alpes (Epilobium alpestre), Onagracée
- Épilobe des montagnes (Epilobium montanum), Onagracée
- Épilobe en épi (Chamerion angustifolium), Onagracée, appelé aussi « Laurier de Saint-Antoine », « Antoinette », « Osier-fleuri », « Petit-Laurier rose », « Fausse lysimaque »
- Épipactis pourpre  (Epipactis purpurata), Orchidacée
- Érine des Alpes, (Erinus alpinus), Scrofulariacée

- Génépi blanc, (Artemisia mutellina), Astéracée
- Génépi des glaciers, (Artemisia glacialis), Astéracée
- Gentiane acaule ou Gentiane de Koch (Gentiana acaulis), Gentianacée
- Gentiane des Alpes (Gentiana alpina), Gentianacée
- Gentiane de Bavière (Gentiana bavarica), Gentianacée
- Gentiane jaune ou Grande gentiane (Gentiana lutea), Gentianacée
- Gentiane des neiges, (Gentiana nivalis), Gentianacée
- Gentiane printanière (Gentiana verna), Gentianacée
- Gentianelle (Gentianella) sp., Gentianacée
- Géranium des bois (Geranium sylvaticum), Géraniacée
- Globulaire à feuilles en cœur (Globularia cordifolia), Plantaginacée
- Globulaire rampante (Globularia repens), Plantaginacée
- Grande astrance ou radiaire (Astrantia major), appelée aussi Étoile des prés, Apiacée
- Grande Berce (Heracleum sphondylium) appelée aussi « Patte-d'ours », Apiacée
- Grassette à grandes fleurs (Pinguicula grandiflora), Lentibulariacée
- Grassette des Alpes (Pinguicula alpina), Lentibulariacée
- Grassette commune (Pinguicula vulgaris), Lentibulariacée

- Inule des montagnes (Inula montana), Astéracée
- Iris jaune (Iris pseudacorus), Iridacée

- Joubarbe à toile d'araignée (Sempervivum archnoideum), Crassulacée, appelée aussi « Barbajou-toile-d'araignée », « Artichaut-des murailles »
- Joubarbe du calcaire (Sempervivum calcareum), Crassulacée
- Joubarbe des montagnes (Sempervivum montanum), Crassulacée

### L-R
- Lichens

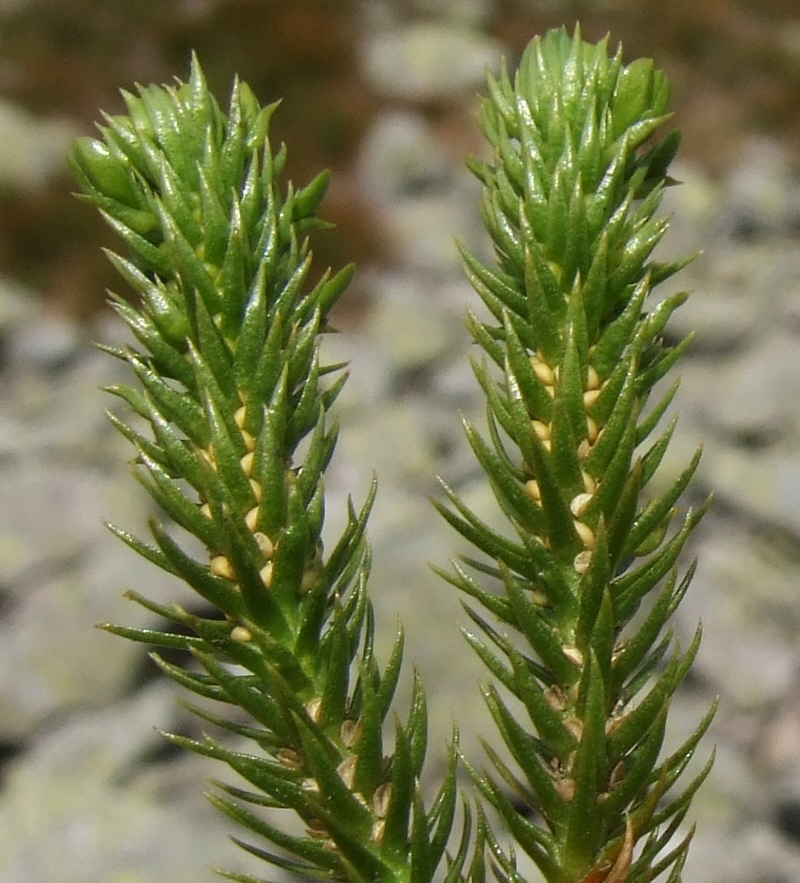
Huperzia selago, le lycopode sélagine

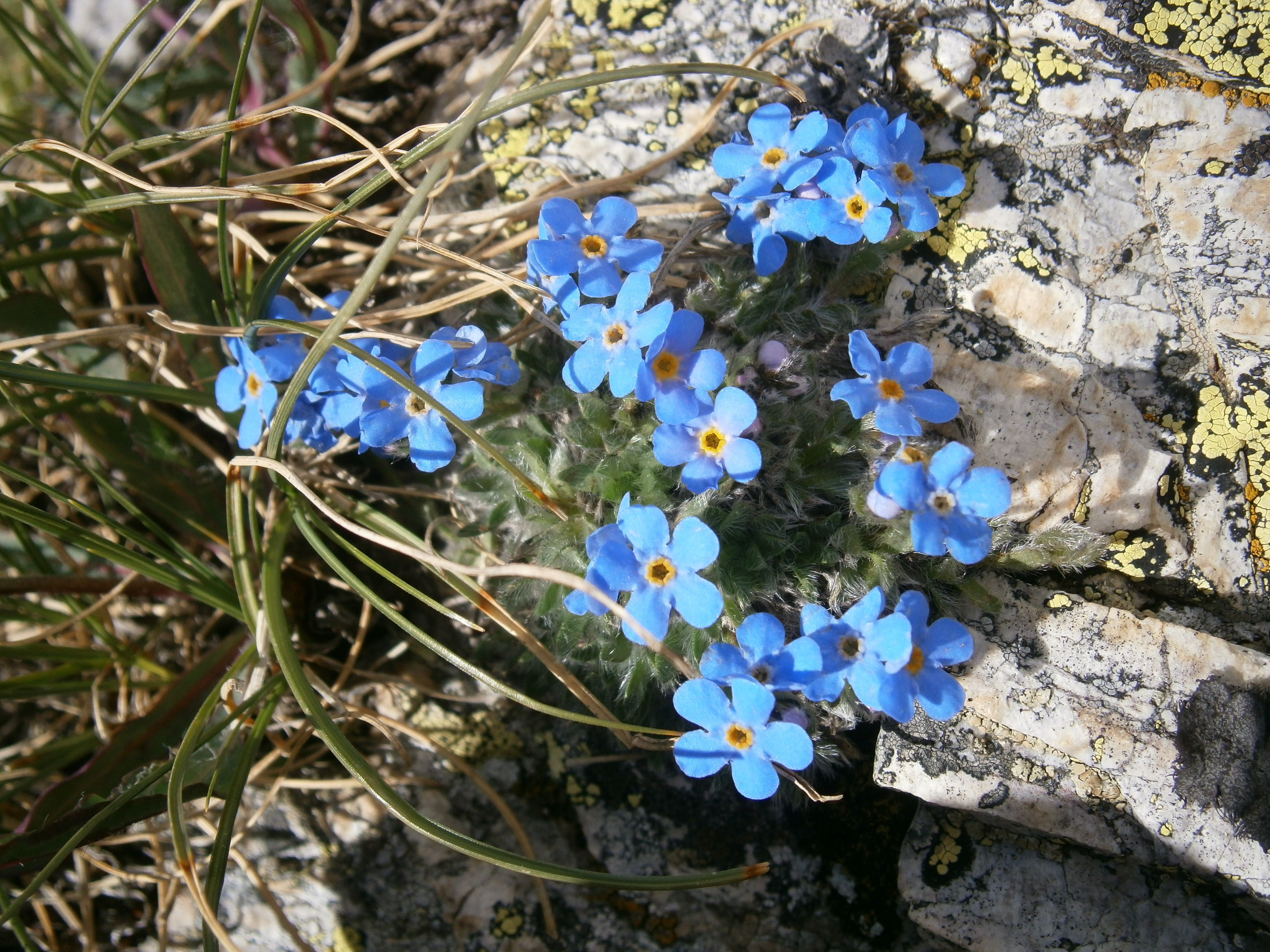
Eritrichium nanum, le myosotis nain ou « Roi des Alpes »

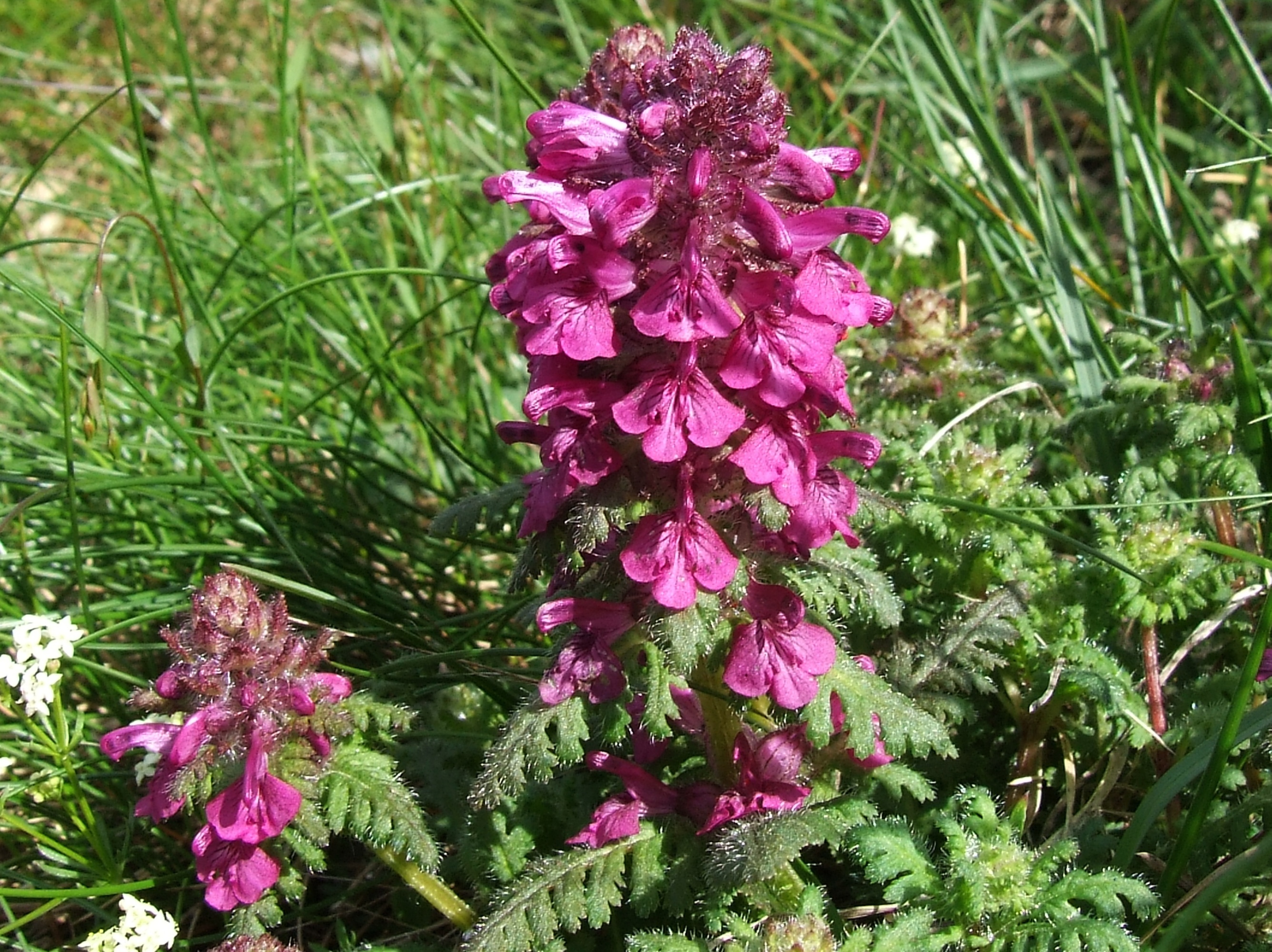
Pedicularis verticillata, la pédiculaire verticillée

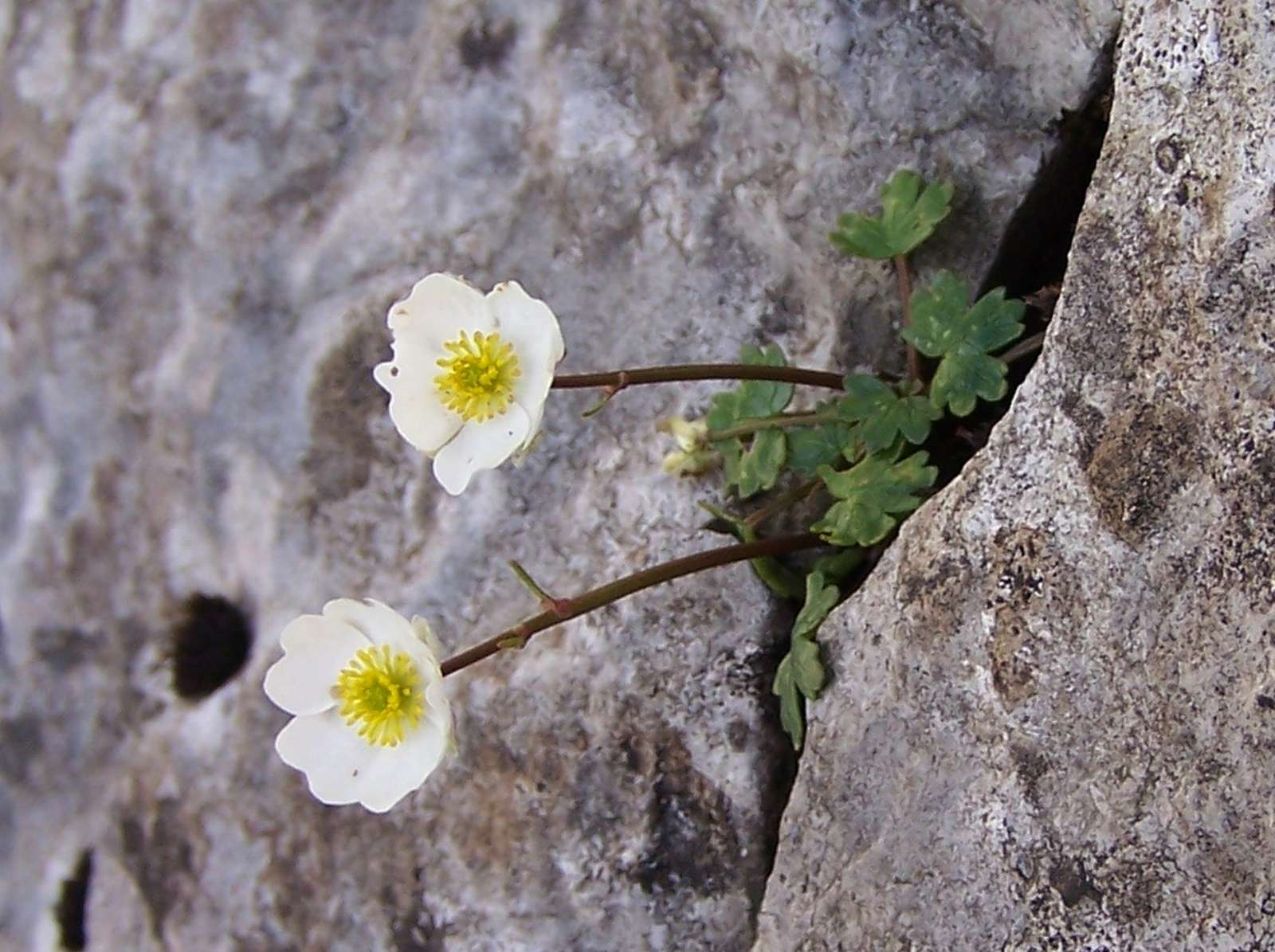
Ranunculus alpestris, la renoncule alpestre

- Laitue des Alpes (Cicerbita alpina), Astéracée
- Laitue des plumiers (Cicerbita plumieri), Astéracée
- Linaire des Alpes ou « Linéaire alpine » (Linaria alpina), Scrofulariacée
- Linaigrette à feuilles étroites (Eriophorum angustifolium), Cypéracée
- Linaigrette de Scheuchzer (Eriophorum scheuchzeri), Cypéracée
- Linaigrette grêle (Eriophorum gracile), Cypéracée
- Lis de saint Bruno appelé aussi « Lis des Alpes » (Paradisea liliastrum), Xanthorrhoéacée
- Lis martagon (Lilium martagon ), Liliacée
- Lis orangé (Lilium bulbiferum), Liliacée
- Lis turban (Lilium pomponium), Liliacée
- Lunetière lisse ou Biscutelle commune (Biscutella laevigata), Brassicacée
- Lycopode sélagine (Huperzia selago), Lycopodiacée

- Marguerite des Alpes (Leucanthemopsis alpina), Astéracée
- Mélampyre des champs (Melampyrum arvense), Scrofulariacée
- Mélampyre des bois (Melampyrum nemorosum), Scrofulariacée
- Mélampyre des forêts (Melampyrum sylvaticum), Scrofulariacée
- Mélampyre des prés (Melampyrum pratense), Scrofulariacée
- Moloposperme du Péloponnèse (Molopospermum peloponnesiacum subsp. bauhinii), Apiacée
- Myosotis nain appelé aussi « Mousse d'azur » ou « Roi des Alpes » (Eritrichium nanum), Boraginacée

- Nerprun nain (Rhamnus pumila), Rhamnacée

- Œillet de Montpellier  (Dianthus monspessulanus), Caryophyllacées
- Œillet négligé (Dianthus pavonius), Caryophyllacées
- Ophrys bourdon (Ophrys fuciflora), Orchidacée
- Orchis de Fuchs (Dactylorhiza fuchsii), Orchidacée
- Orchis moucheron (Gymnadenia conopsea), Orchidacée
- Orchis tacheté (Dactylorhiza maculata), Orchidacée
- Orchis vanillé, (Nigritella rhellicani), Orchidacée
- Oseille crépue (Rumex crispus), Polygonacée

- Pavot des Alpes (Papaver alpinum), Papavéracée
- Pédiculaire verticillée (Pedicularis verticillata), Scrofulariacée
- Pensée à deux fleurs (Viola biflora), Violacée
- Pensée des Alpes appelée aussi « Pensée éperonnée » (Viola calcarata), Violacée
- Pied de chat dioïque (Antennaria dioica),  Astéracée
- Populage des marais (Caltha palustris), Renonculacée
- Potentille à grandes fleurs (Potentilla grandiflora), Rosacée
- Potentille dorée (Potentilla aurea), Rosacée
- Primevère hérissée (Primula hirsuta), Primulacée
- Primevère marginée (Primula marginata), Primulacée

- Raiponce en épi (Phyteuma spicatum), Campanulacée, appelée aussi « Raiponce salade », « Raiponce des bois »
- Raiponce hémisphérique (Phyteuma hemisphaericum), Campanulacée
- Raisin d'ours des Alpes (Arctostaphylos alpinus), Éricacée, appelé aussi « Busserole »
- Renoncule alpestre (Ranunculus alpestris), Renonculacée
- Renoncule de Küpfer (Ranunculus kuepferi), Renonculacée
- Renoncule des glaciers (Ranunculus glacialis), Renonculacée
- Renoncule des Pyrénées (Ranunculus pyrenaeus), Renonculacée
- Rhododendron ferrugineux (Rhododendron ferrugineum), Éricacée, appelé aussi « Rhododendron des Alpes »
- Rosier des Alpes (Rosa pendulina), Rosacée, appelé aussi « Rosier sans épines »

### S-V

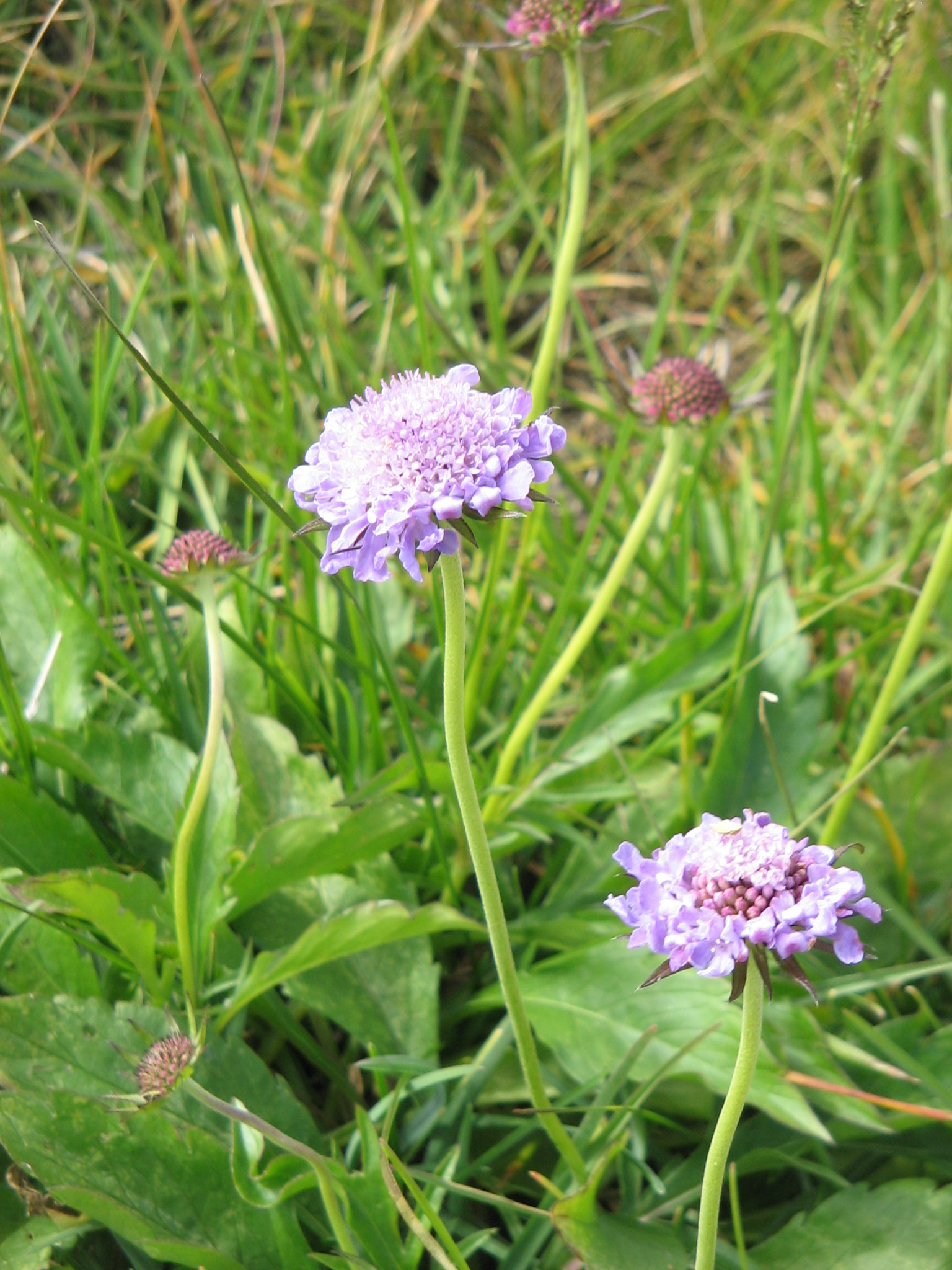
Scabiosa lucida, la scabieuse luisante

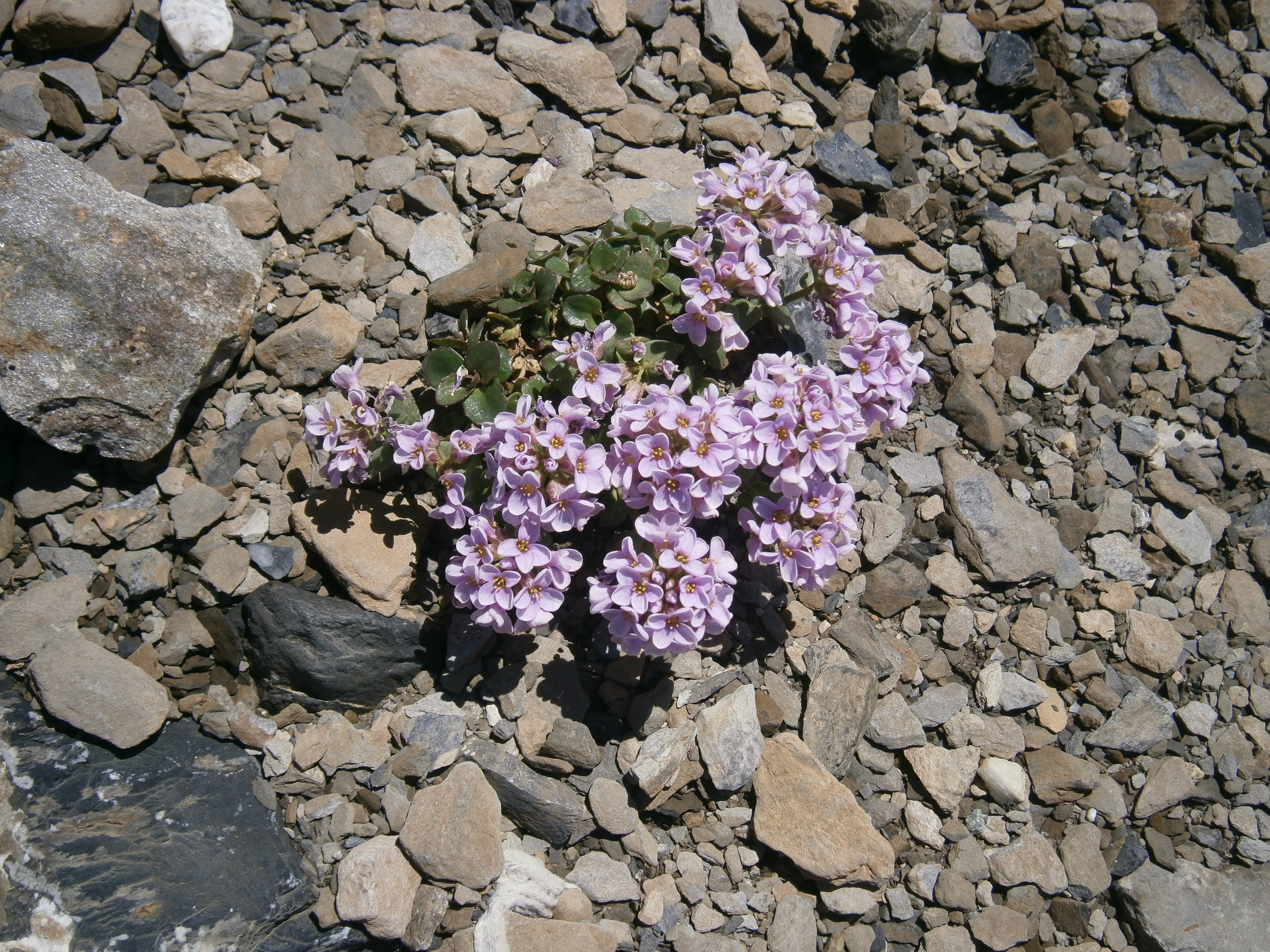
Noccaea rotundifolia, le tabouret à feuilles rondes

- Sabline ciliée (Moehringia ciliata), Caryophyllacée
- Sabot de Vénus (Cypripedium calceolus), Orchidacée
- Satirion mâle (Orchis mascula), Orchidée
- Saule réticulé (Salix reticulata), Salicacée
- Saxifrage à feuilles opposées (Saxifraga oppositifolia), Saxifragacée
- Saxifrage à nombreuses fleurs (Saxifraga florulenta), Saxifragacée
- Saxifrage étoilée (Saxifraga stellaris), Saxifragacée
- Saxifrage faux Orpin (Saxifraga aizoides), Saxifragacée
- Saxifrage paniculée (Saxifraga paniculata), Saxifragacée
- Saxifrage de Vaud (Saxifraga valdensis), Saxifragacée
- Scabieuse colombaire (Scabiosa columbaria), Dipsacacée
- Scabieuse luisante (Scabiosa lucida), Dipsacacée
- Sceau de Salomon (Polygonatum sp.), Convallariacée
- Scille à deux feuilles (Scilla bifolia), Asparagacée
- Séneçon Doronic (Senecio doronicum), Astéracée
- Séneçon de Fuchs (Senecio ovatus), Astéracée
- Séneçon leucophylle (Senecio leucophyllus), Astéracée, appelée aussi « Séneçon à feuilles blanches »
- Silène acaule (Silene acaulis), Caryophyllacée, appelée aussi « Mousse fleurie »
- Silène enflé (Silene vulgaris), Caryophyllacée
- Silène des rochers (Silene rupestris), Caryophyllacée
- Soldanelle des Alpes (Soldanella alpina), Primulacée
- Stipe à feuilles pennées (Stipa pennata) Poacée
- Swertie vivace (Swertia perennis), Gentianacée
- Tabouret à feuilles rondes (Noccaea rotundifolia), Caryophyllacée
- Trèfle des Alpes (Trifolium alpinum), Fabacée, appelée aussi « Réglisse des montagnes »
- Trolle d'Europe (Trollius europaeus), Ranunculacée, appelé aussi « Boule d'or »
- Valériane des montagnes (Valeriana montana), Valérianacée
- Vératre blanc (Veratrum album), Mélanthiacée, appelé aussi « Hellébore blanc »